# Kleopatra VII.
Kleopatra VII. Thea Philopator (altgriechisch Κλεοπάτρα Θεά Φιλοπάτωρ Kleopátra Theá Philopátōr; * 69 v. Chr. in Alexandria; † 12. August 30 v. Chr. ebenda) herrschte als letzter Pharao der makedonisch-griechischen Dynastie der Ptolemäer von 51 v. Chr. bis 30 v. Chr. über Ägypten. In den ersten vier Jahren regierte sie zunächst gemeinsam mit ihrem Bruder Ptolemaios XIII., der 47 v. Chr. im Alter von 14 Jahren starb, später mit anderen männlichen Mitregenten, da unter der Garantie Roms gesetzliche Regelungen eine Doppelbesetzung des Thrones vorsahen.
Kleopatra wollte ihr Reich konsolidieren und ausbauen, konnte dieses Ziel aber gegen die Weltmacht Rom nicht durchsetzen. Zwar gewann sie die beiden mächtigsten Römer ihrer Zeit, zuerst Gaius Iulius Caesar und nach dessen Ermordung Marcus Antonius, zu Geliebten und konnte mit deren Hilfe für einige Zeit die Machtstellung des Ptolemäerreichs deutlich verbessern; Antonius’ Niederlage gegen den späteren Kaiser Augustus bedeutete jedoch das Ende ihrer Herrschaft. Kleopatra und Antonius begingen Suizid und Ägypten wurde zur römischen Provinz.
Die Königin Kleopatra gilt als Inbegriff der Schönheit und Verführungskunst.
Das Liebesdrama von Antonius und Kleopatra, das Verhältnis der ägyptischen Königin zu Caesar sowie die mysteriösen Umstände ihres Todes beflügeln die Fantasie der Menschen seit der Antike und inspirierten zahlreiche bedeutende Schriftsteller, Komponisten, Maler und seit dem 20. Jahrhundert auch Filmproduzenten. Als literarisches Hauptwerk zu diesem Thema gilt die Tragödie Antonius und Cleopatra (um 1606/07) von William Shakespeare.

## Leben

### Abstammung

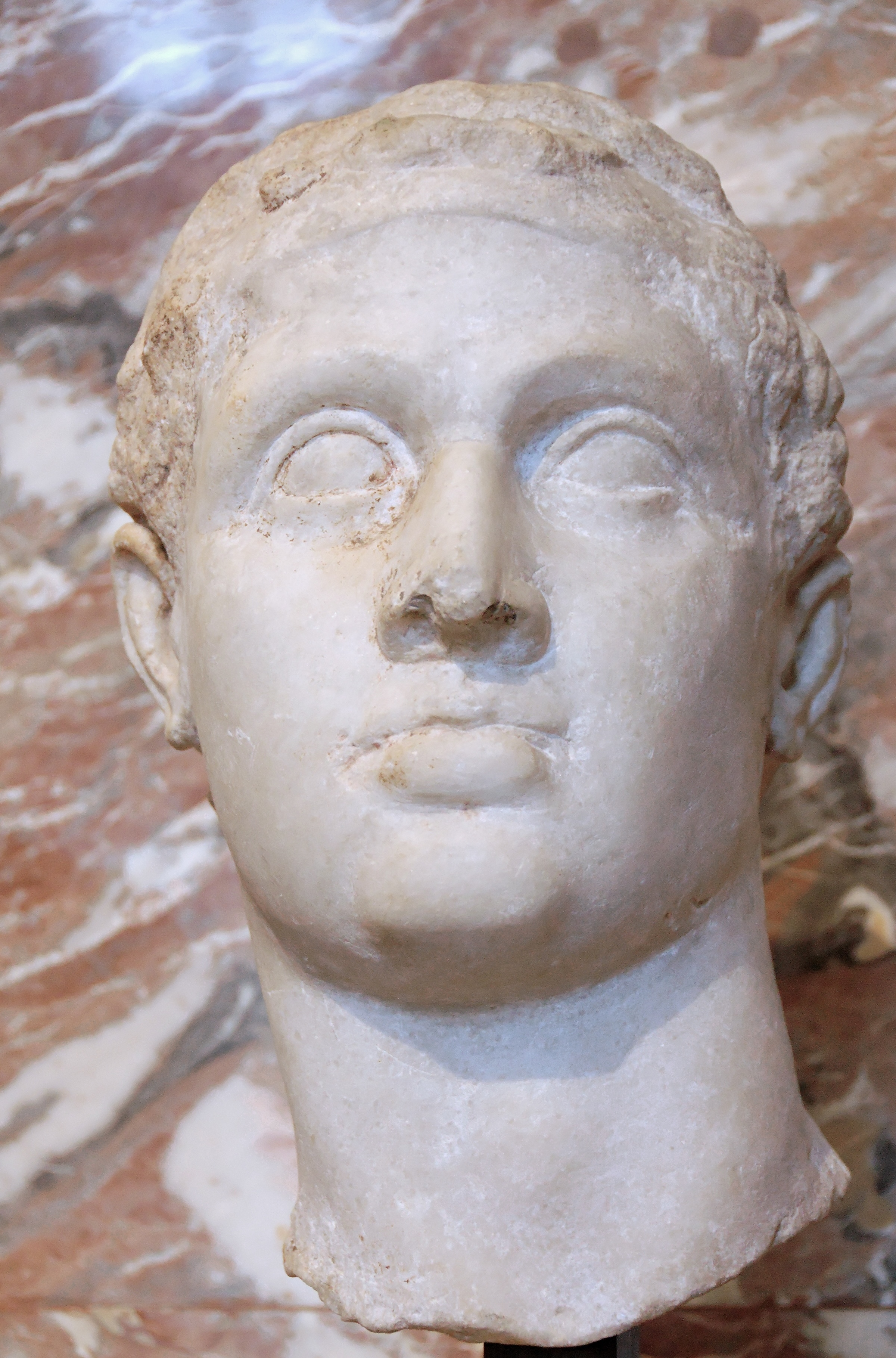
Ptolemaios XII. Neos Dionysos, Vater Kleopatras VII. Porträtkopf aus Marmor; Louvre, Paris

Durch ihren Vater Ptolemaios XII. Neos Dionysos († 51 v. Chr.) entstammte Kleopatra VII. in gerader Linie altmakedonischem Adel; ihr Vorfahre Ptolemaios I. war ein Offizier Alexanders des Großen gewesen. Ihr Geburtsjahr – 69 v. Chr. – wird abgeleitet aus der Angabe Plutarchs, dass sie im Alter von 39 Jahren starb. Sie war eines von fünf Kindern Ptolemaios’ XII. Dessen ältestes Kind war Berenike IV., die von 58 bis 55 v. Chr. als Ptolemäerkönigin regierte. Dann folgte Kleopatra und als dritte Tochter Arsinoë IV., die etwa zwischen 68 und 65 v. Chr. zur Welt kam. Die letzten Kinder waren die späteren Ehemänner und Mitregenten Kleopatras, Ptolemaios XIII. und Ptolemaios XIV., die 61 und 59 v. Chr. geboren wurden.
Die Mutter Kleopatras VII. wird von den Quellen nicht erwähnt. Nach neueren Forschungen dürfte die Gattin Ptolemaios’ XII., Kleopatra VI. Tryphaina, ausscheiden. Da sie erst 69 v. Chr. verstoßen wurde, könnte sie zwar die Mutter Kleopatras VII. gewesen sein, aber nach Strabon war nur die älteste der drei Töchter von Ptolemaios XII. (also Berenike IV.) ein Kind aus einer legitimen Beziehung. Daher dürften Kleopatra und ihre jüngeren Geschwister einer zweiten Ehe ihres Vaters entstammen, für die es allerdings keine Zeugnisse gibt und die von den Griechen als illegitim betrachtet worden wäre. Als zweite Gattin des Neos Dionysos wird eine vornehme Ägypterin vermutet, möglicherweise eine Angehörige der Hohepriesterfamilie aus Memphis. Dann wäre auch verständlich, dass Kleopatra VII. laut einer Behauptung Plutarchs im Gegensatz zu den früheren Ptolemäern die ägyptische Sprache beherrschte. In diesem Fall wäre sie also von makedonischer und ägyptischer Herkunft gewesen.

### Kindheit und Jugend
Über Kleopatras Jugendjahre liegen nur wenige Angaben vor. Sie wurde in Alexandria geboren und dürfte eine gute Erziehung genossen haben. Hierfür sprechen die Neigungen ihres Vaters, der trotz vieler Untugenden sehr an Kultur und Musik interessiert war. Er holte Wissenschaftler und Philosophen an seinen Hof und diskutierte mit ihnen. Daher wird er auch für eine standesgemäße Ausbildung seiner Kinder gesorgt haben. Plutarch berichtet, dass Kleopatra außer Ägyptisch auch Äthiopisch, die Sprache der Troglodyten, Hebräisch, Arabisch, Syrisch, Medisch, Parthisch und weitere Sprachen beherrscht habe. Ihre Muttersprache war wie die der gesamten ptolemäischen Führungsschicht Griechisch.
Machtpolitisch war Ägypten damals stark von Rom abhängig. Daher ging Ptolemaios XII., als er 58 v. Chr. durch einen Aufstand aus Alexandria vertrieben wurde, nach Rom, um dort Unterstützung für seine Wiedereinsetzung als Herrscher zu erlangen. Es ist ungewiss, ob Kleopatra ihren Vater nach Rom begleitete oder – wie ihre Geschwister – in Ägypten blieb. Vielleicht ist sie mit jener „elfjährigen libyschen Königstochter“ zu identifizieren, die um 58 v. Chr. ihrer verstorbenen Zofe in Athen ein Grab errichten ließ. Dann wäre sie mit ihrem Vater über Athen nach Rom gereist. Sicher war sie jedenfalls nicht an der Entmachtung ihres Vaters durch Berenike IV. und deren Mutter Kleopatra VI. beteiligt. Sonst hätte Ptolemaios XII., der Berenike IV. nach seiner 55 v. Chr. mit römischer Militärhilfe erfolgten Rückkehr nach Ägypten hinrichten ließ, Kleopatra nicht zu seiner Nachfolgerin bestimmt. Dass sie eine gute Beziehung zu ihrem Vater hatte, legt auch der von ihr nach ihrer Machtübernahme gewählte Beiname Philopator – „die Vaterliebende“ – nahe.
Als römischer Kavallerieführer trug Kleopatras späterer Geliebter Marcus Antonius wesentlich zur gewaltsamen Wiedereinsetzung von Ptolemaios XII. bei und sah dabei wohl erstmals die 15-jährige Kleopatra, die ihn schon damals fasziniert haben soll. Um seine Rückführung zu finanzieren, hatte Ptolemaios XII. hohe Kredite aufgenommen, und besonders sein zum Finanzminister beförderter Hauptgläubiger Gaius Rabirius Postumus beutete Ägypten derart aus, dass er schließlich flüchten musste. Das gierige und herrische Benehmen der Römer dürfte die frühreife und stolze Kleopatra sicher nicht unberührt gelassen haben.
Ptolemaios XII. gab seinen vier noch lebenden Kindern den Titel „Neue Geschwisterliebende Götter“ und ernannte wahrscheinlich 52 v. Chr., kurz vor seinem Tod, Kleopatra zur Mitregentin. Sie bestieg gemäß dem Testament ihres Vaters nach dessen Ableben etwa im März 51 v. Chr. zusammen mit ihrem jüngeren Bruder Ptolemaios XIII. den Thron. Das Geschwisterpaar ging nach diesem letzten Willen auch eine Geschwisterehe ein, was ptolemäischer Tradition entsprach.

### Kampf um den Thron

#### Innerptolemäischer Machtkampf

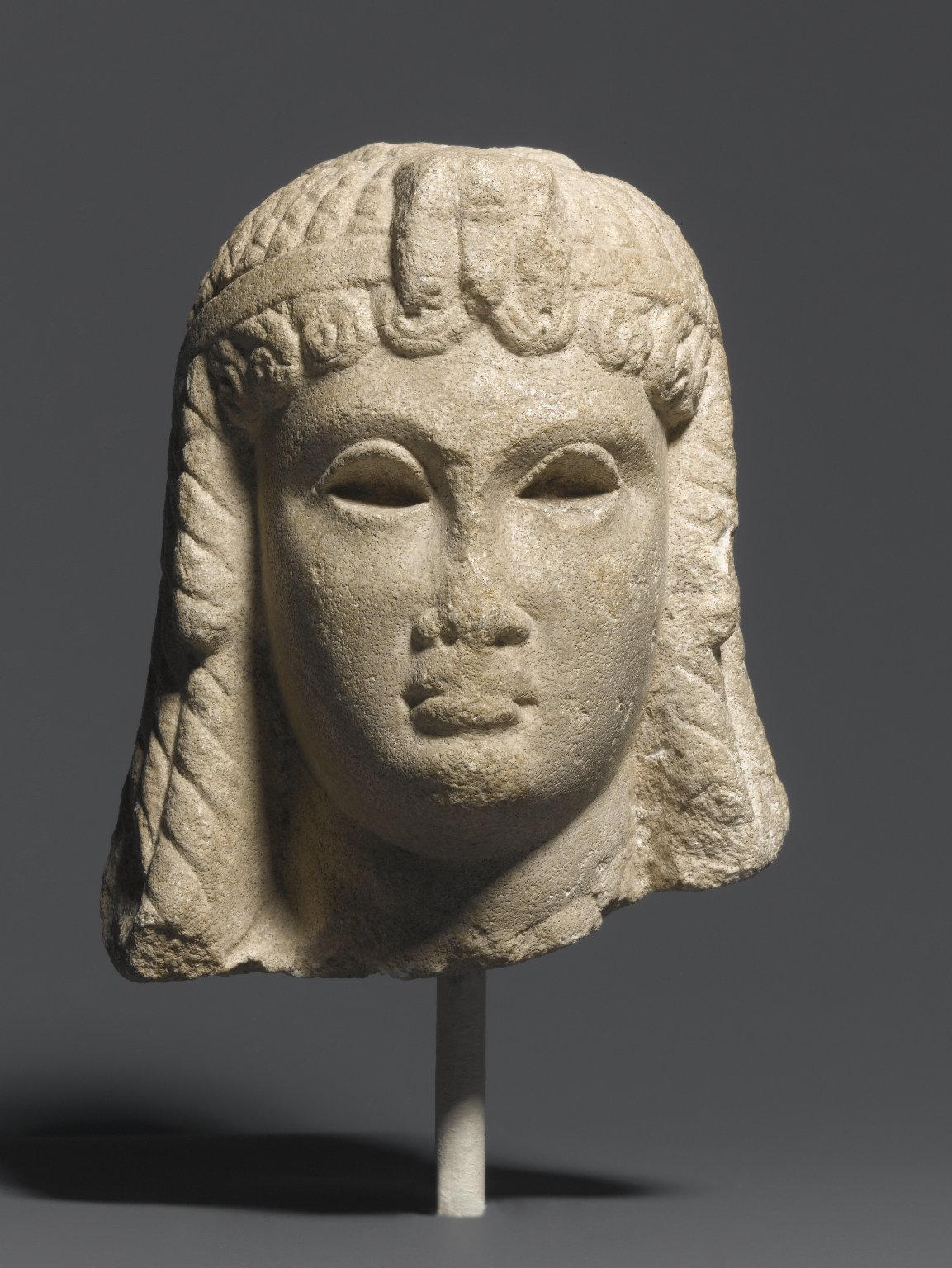
Ein ägyptisches Porträt einer ptolemäischen Königin, möglicherweise Kleopatra, ca. 51–30 v. Chr., befindet sich im Brooklyn Museum

Der von den Ägyptern zu Hermonthis (südlich von Theben) göttlich verehrte Buchisstier war Anfang 51 v. Chr. gestorben; daraufhin wurde laut einer Inschrift des Buchis-Heiligtums (Bucheum) in Hermonthis am 22. März 51 v. Chr. ein neuer Stier inthronisiert. Die Datierung der Inschrift erfolgte nach einem nicht namentlich genannten König und nach einer Königin mit dem Beinamen Thea Philopator. Nach diesem Zeugnis regierte Kleopatra damals bereits und war bei der rituellen Fahrt des neuen Buchisstieres auf dem Nil nach Hermonthis im Beisein der Priester persönlich anwesend, während frühere Ptolemäer vermutlich nur Funktionäre zu dieser Zeremonie entsandten.
Von Anfang an dürfte Kleopatra versucht haben, allein zu regieren. Sie hatte die harten Machtkämpfe zwischen ihrem Vater und ihrer älteren Schwester miterlebt und aufgrund ihrer Bildung sicher auch Einblick in die Praxis ptolemäischer Politik und Machtkonsolidierung erhalten, die bis zu Verwandtenmorden reichte. Jedenfalls ging sie zum Erhalt ihrer Herrscherstellung immer rücksichtslos gegen ihre Geschwister vor. Offenbar gleich bei ihrer Thronbesteigung nahm die 18-jährige Kleopatra den Machtkampf mit drei einflussreichen Hofleuten auf, welche die Interessen ihres erst zehnjährigen Brudergemahls Ptolemaios XIII. vertraten und als dessen Vormünder fungierten. Der mächtigste dieser Männer war der Minister und Eunuch Potheinos, dann folgten der Truppenbefehlshaber Achillas und der Rhetoriklehrer des jungen Königs, Theodotos von Chios. Die willensstarke Kleopatra wollte sicher nicht das ptolemäische Recht akzeptieren, das jedem König einer Gemeinschaftsregierung eine Vorrangstellung vor seiner Mitregentin einräumte und damit den hinter Ptolemaios XIII. stehenden Männern die eigentliche Macht in die Hand gegeben hätte.

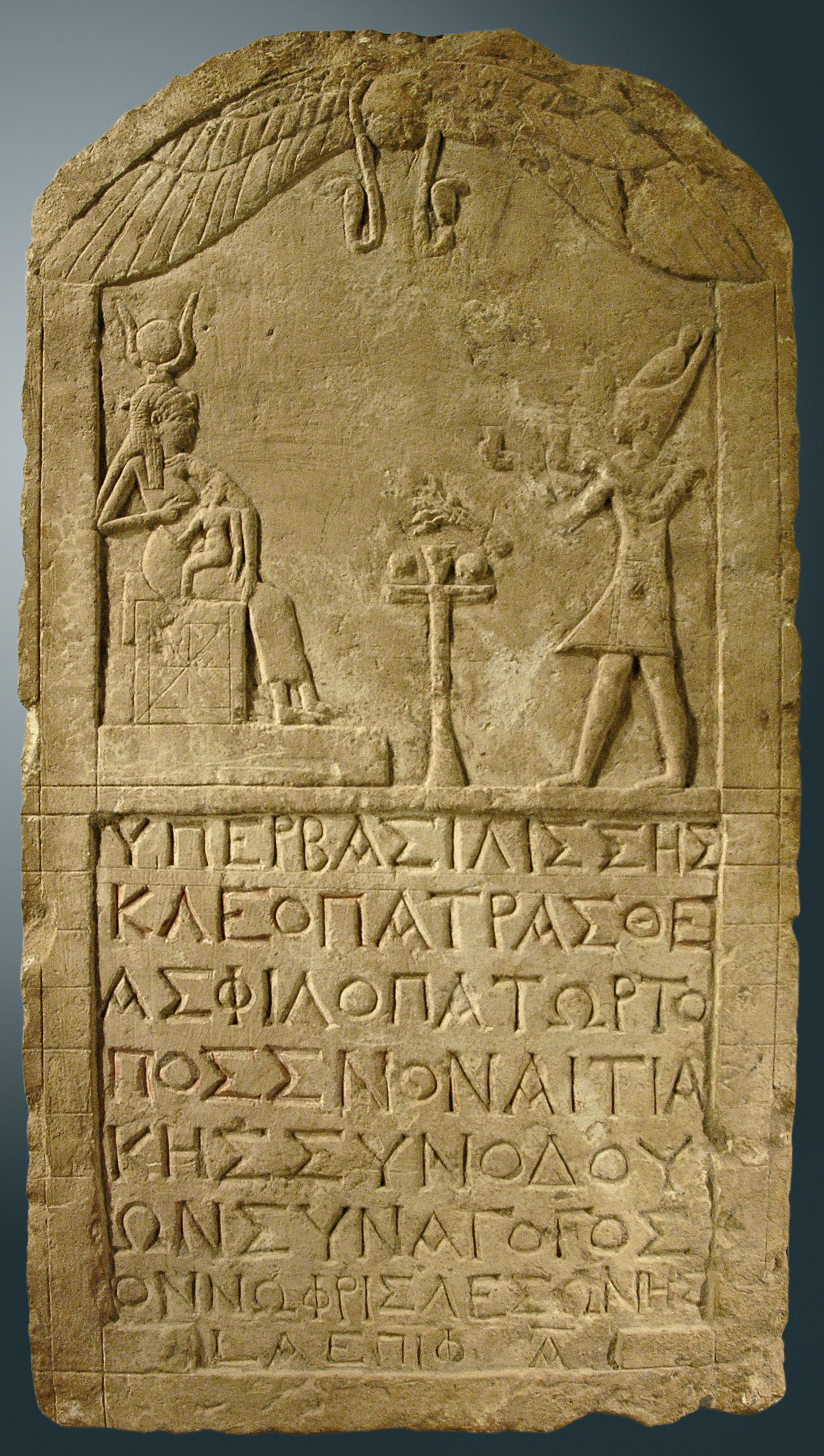
Von Onnophris geweihte Stele zu Ehren einer Königin Kleopatra Thea Philopator, vermutlich Kleopatra VII., heute im Louvre, Paris

Aus einigen Urkunden scheint ersichtlich zu sein, dass sich Kleopatra anfangs durchsetzte und etwa 18 Monate eine Alleinherrschaft ausübte. Sie setzte – wohl um eine dynastische Kontinuität zu signalisieren – in Urkunden ihr erstes Regierungsjahr mit dem 30. ihres Vaters gleich und verheimlichte dessen Tod vielleicht einige Zeit, um ihre Position zu festigen, da in Rom erst Ende Juni 51 v. Chr. das Ableben Ptolemaios’ XII. bekannt wurde. Anfang Juli 51 v. Chr. verschwindet die Doppeldatierung in den Dokumenten und Kleopatra wird allein, ohne Erwähnung ihres Bruders, genannt. So weihte der Isis-Priester Onnophris, wohl in Hawara, anscheinend am 2. Juli 51 v. Chr. eine Stele für Kleopatra, ohne ihren Bruder zu erwähnen (die Deutung der Inschrift ist allerdings nicht ganz sicher). Jedenfalls regierte die junge Königin nun noch unabhängiger von ihrem männlichen Mitherrscher, als dies schon frühere Ptolemäerinnen in immer größerem Maß praktiziert hatten, wobei ihr diese Frauen sicher als Vorbilder dienten. Dies zeigt sich auch an ihren Münzprägungen, auf denen sie – im Gegensatz zu früheren Königinnen – nur ihr Porträt und ihren Namen darstellen ließ, aber nicht ihren jeweiligen Mitregenten.
Die erste bekannte Regierungshandlung Kleopatras richtete sich gegen die Gabiniani, eine überwiegend aus Galliern und Germanen bestehende „römische“ Truppe, die zum Schutz Ptolemaios’ XII. nach dessen Wiedereinsetzung in Ägypten stationiert worden war. Diese Soldaten verloren bald ihre Beziehung zu Rom; manche von ihnen heirateten auch Ägypterinnen. Im Auftrag des römischen Statthalters von Syrien, Marcus Calpurnius Bibulus, sollten dessen beide Söhne Ende 51 v. Chr. die Gabiniani als Verstärkungen für den Kampf gegen die gefürchteten Parther von Ägypten nach Syrien führen. Die Gabiniani verspürten aber keine Lust zu diesem gefährlichen Einsatz und töteten die Söhne des Bibulus. Umgehend erfolgte auf Befehl Kleopatras die Festnahme der Mörder, die an Bibulus ausgeliefert wurden. Damit setzte Kleopatra die romfreundliche Haltung ihres Vaters fort, machte sich aber bei den Gabiniani verhasst, ebenso bei alexandrinischen Kreisen, die keine guten Beziehungen zu Rom wünschten. Als Ausgleich für ihre Unbeliebtheit in der Hauptstadt suchte die Königin offenbar die Sympathie der mächtigen Priesterschaft, besonders in Oberägypten, zu gewinnen, etwa durch ihre Teilnahme an der Einführung des Buchisstieres.
Aus Papyri geht hervor, dass damals Missernten aufgrund ungenügender Nilschwemmen Hungersnöte in Ägypten hervorriefen. Dazu kamen Steuereintreibungen, die innenpolitische Spannungen weiter schürten. Gemäß Erlass vom 27. Oktober 50 v. Chr. durften Getreideaufkäufer in Mittelägypten ihre Ware ausschließlich nach Alexandria befördern; bei Zuwiderhandeln drohte die Todesstrafe. Offenbar bestand die Gefahr einer Hungersnot und dadurch ausgelöster Unruhen in der Hauptstadt. Da in dem Erlass der König vor seiner Mitregentin genannt wird (und überhaupt erstmals in einer Urkunde aus Kleopatras Regierungszeit erscheint), war es den Vormündern Ptolemaios’ XIII. damals gelungen, Kleopatras Alleinherrschaft zu beenden. Wahrscheinlich hatte der Anschluss der Gabiniani an Ptolemaios XIII. dazu beigetragen. Spätestens seit Juni 49 v. Chr. zählte der König nach seinem ersten Regierungsjahr und stellte es dem damit gleichgesetzten dritten seiner Schwester in Urkunden voran.
Im Frühling oder Sommer 49 v. Chr. kam Gnaeus Pompeius, der Sohn des Triumvirn Gnaeus Pompeius Magnus, nach Ägypten, um Militärhilfe für den kürzlich ausgebrochenen Bürgerkrieg mit Gaius Iulius Caesar zu verlangen. Da der Triumvir Pompeius ein Gastfreund und Patron von Ptolemaios XII. gewesen war und außerdem eine massive Militärpräsenz im Osten des Römischen Reichs unterhielt, entsprach der Ptolemäerhof seinem Ansuchen und schickte 50 Kriegsschiffe und 500 Gabiniani. Plutarch dichtet Kleopatra eine damalige Liebesbeziehung zum jungen Pompeius an.
Im Spätsommer 49 v. Chr. wurde Kleopatra durch die Ratgeber ihres Brudergemahls (maßgeblich durch Potheinos) von der Regierung ausgeschlossen. Denn etwa seit September 49 v. Chr. wurden Papyri nur noch nach Ptolemaios XIII. datiert, während Kleopatra nicht mehr erwähnt wird. Sie zog sich Malalas zufolge zunächst von Alexandria nach Oberägypten in die Thebais zurück, wo sie auch später beliebt war. Im Herbst 49 v. Chr. erkannte derjenige Teil des Senats, der Pompeius unterstützte und in Thessalonike zusammentrat, Ptolemaios XIII. als ägyptischen König an, aber offenbar nicht Kleopatra, da sie nicht genannt wird. Damit bestätigte Pompeius unter dem Druck seiner Lage die Machtverhältnisse in Ägypten und Kleopatra musste bald danach ihr Land verlassen.

#### Caesars Ankunft und Alexandrinischer Krieg

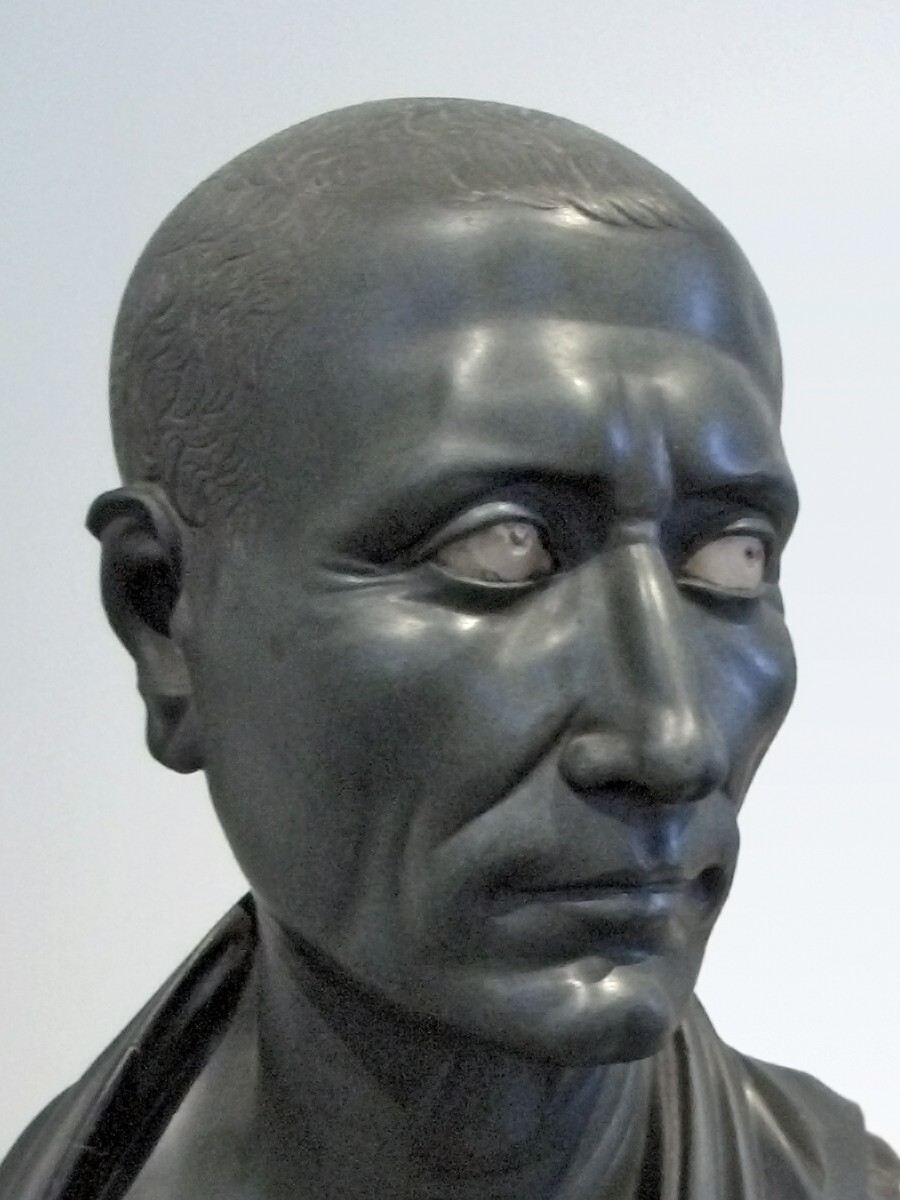
Büste des Gaius Iulius Caesar (Antikensammlung, Berlin)

Für den Versuch, den Thron zurückzuerobern, warb Kleopatra arabische Söldner in Palästina, unter anderem in der bedeutenden Stadt Askalon, die 49–47 v. Chr. Münzen mit ihrem Bild herausgab. Bald musste Ptolemaios XIII. mit seinen Ratgebern und der Armee, zu der auch die Gabiniani zählten, zur Verteidigung seiner Herrschaft in die Nähe des ägyptischen Grenzpostens Pelusion marschieren, wo er im Sommer 48 v. Chr. gegenüber den Truppen seiner Schwester ein Lager bezog. Unerwartet erschien aber damals Pompeius Magnus an der ägyptischen Küste, um nach seiner Niederlage gegen Caesar in der Schlacht von Pharsalos wegen seiner guten Beziehungen zu den Ptolemäern Aufnahme zu erbitten. Doch die Ratgeber Ptolemaios’ XIII. wollten Ägypten nicht in den römischen Bürgerkrieg hineinziehen lassen und sich nicht Caesar zum Feind machen. Aus taktischen Erwägungen ließen sie daher Pompeius ermorden.
Zwei Tage später, am 27. Juli 48 v. Chr. (nach dem julianischen Kalender), landete Caesar in Alexandria. Er betrachtete den Mord an Pompeius nicht als Versuch Ptolemaios’, neutral zu bleiben, sondern als Parteinahme für sich, ließ sich im Palast nieder und benahm sich so herrisch, dass er den Unmut der Alexandriner auf sich zog. Caesar verlangte auch die Zahlung einer großen Geldsumme, angeblich eine noch nicht beglichene Schuld des verstorbenen Ptolemaios XII. für seine Rückführung. Außerdem wollte er den ägyptischen Thronstreit gemäß dem Testament von Ptolemaios XII. schlichten, das die gemeinsame Herrschaft von Kleopatra und Ptolemaios XIII. unter den Schutz des römischen Volkes gestellt hatte. Die Forderungen Caesars liefen darauf hinaus, dass die verfeindeten Geschwister ihre Armeen entlassen, nach Alexandria kommen und seinen Schiedsspruch akzeptieren sollten.
Potheinos reiste zwar mit seinem Schützling nach Alexandria, ließ seine Armee aber unter Befehl von Achillas einsatzbereit bei Pelusion zurück. Kleopatra verhandelte zunächst über Boten mit Caesar, bat ihn aber bald um eine persönliche Zusammenkunft. Zur Wiederherstellung ihrer früheren Machtstellung konnte ihr schließlich nur das Eingreifen des römischen Feldherrn zu ihren Gunsten verhelfen. Da ihr Bruder aber mit allen Mitteln versuchte, sie an der Einreise nach Alexandria zu hindern, soll Kleopatra gemäß Plutarch in einem kleinen Boot bis in die Nähe des Königspalastes der Hauptstadt gefahren sein und sich bei einbrechender Nacht von ihrem einzigen Begleiter, einem Sizilianer namens Apollodoros, in einem Bettsack versteckt in den Palast zu Caesar haben tragen lassen. Dieser sei durch diese listige und riskante Aktion sofort beeindruckt gewesen.
Schon nach kurzer Zeit begann wohl eine Affäre zwischen den beiden. Die junge Königin konnte dadurch hoffen, dass Caesar ihre Position im ptolemäischen Thronstreit nachdrücklich vertreten würde. Sie gewann seine Unterstützung bei ihrer Forderung nach ihrer Wiedereinsetzung als Herrscherin Ägyptens Lucan zufolge unter anderem mit dem Hinweis, dass sie als Regentin gegenüber seinen Wünschen wesentlich gehorsamer als die Partei ihres Bruders wäre. Die größte Gefahr für ihn ginge von Potheinos aus. Für Caesar schien eine Beherrschung Ägyptens durch eine ihm persönlich ergebene Königin sicher verlockend, gestaltete sich doch sein Verhältnis zu den Beratern des Königs von Anfang an schlecht. Diese wussten allerdings die Alexandriner und die ägyptische Armee hinter sich.
Als Ptolemaios XIII. am Tag nach Kleopatras Ankunft seine Schwester bei Caesar antraf, floh er zornig und rief die Alexandriner zur Hilfe auf. Doch konnte Caesar die beiden Geschwister scheinbar versöhnen und die Anerkennung Kleopatras als Mitregentin unter Berufung auf das Testament ihres Vaters durchsetzen – zweifellos ein großer Erfolg für die Königin. Nun lebten Caesar, Kleopatra und ihre Geschwister sowie Potheinos im Palast in einer angespannten Lage. Kleopatra schien nun durch Caesars Unterstützung die gesamte Macht in den Händen zu halten. Ihre Gegner fürchteten, ihre Rache zu spüren zu bekommen und jeden Einfluss auf die Regierungsgeschäfte zu verlieren. So schürte Potheinos die Ablehnung der Alexandriner gegen den Römer und rief heimlich Achillas mit seinen Truppen nach Alexandria, die fünfmal stärker als Caesars Streitmacht waren. Sicher war das Ziel der Militäraktion die Beseitigung des römischen Machthabers und seiner Geliebten.
Daher kam es im nun ausbrechenden Alexandrinischen Krieg zum Kräftemessen zwischen den römischen Legionen und der von Achillas befehligten ägyptischen Armee. Caesar musste sich wegen seiner geringen Truppenstärke mit der Königsfamilie als Geiseln im Palastviertel verschanzen, sich einstweilen auf dessen Verteidigung beschränken und auf Entsatz warten. Arsinoë, die Schwester Kleopatras, floh zum Heer des Achillas, wo sie ihre Anerkennung als Königin erreichen konnte. Rasch zerstritt sie sich mit dem ägyptischen Heerführer, der gestürzt und getötet wurde. Potheinos hatte in diesem Streit durch Boten heimlich Achillas unterstützt und wurde daher von Caesar hingerichtet. Nun übernahm Arsinoës Erzieher Ganymedes den Oberbefehl über das ptolemäische Reichsheer und errang einige Erfolge gegen die Römer. So hatte Caesar weitere schwere Kämpfe zu bestehen, wobei er einmal in Lebensgefahr geriet. Dann entließ er aus in der Forschung umstrittenen Gründen auf Bitten der Alexandriner Ptolemaios XIII. zu seinem Heer, der nun die ägyptische Armee kommandierte. Bald darauf konnte Caesar sein Heer mit den endlich bis in die Nähe Alexandrias vorgerückten Verstärkungstruppen des Mithridates von Pergamon vereinen und am 14. Januar 47 v. Chr. den Entscheidungskampf gegen Ptolemaios XIII. gewinnen. Der junge König ertrank im Nil und zahlreiche seiner Soldaten fielen. Nun kapitulierte auch Alexandria.

#### Kleopatra wird unumstrittene Pharaonin
Kleopatra hatte während des Krieges nur abwarten können. Der Tod ihres Bruders und weiterer mächtiger Feinde sowie ihre Beziehung zu Caesar verliehen ihr jetzt eine starke Position. Der Diktator wollte sich eben mit Hilfe dieser Freundschaft durch die verbündete Monarchin die Ressourcen Ägyptens persönlich sichern und das reiche Land auch deshalb nicht zur römischen Provinz machen, weil er fürchtete, dass ein Gouverneur dort eine ideale Basis für eine mögliche Rebellion hätte, wo doch seine Alleinherrschaft noch keineswegs gesichert war. So blieb Kleopatra Königin. Wegen ihrer Unbeliebtheit bei den Alexandrinern stationierte Caesar zu ihrer Unterstützung in Ägypten drei Legionen, die aber auch ihre Treue zu Rom kontrollieren sollten. Zum Kommandeur dieser Besatzungstruppen ernannte er einen treuen, aber einflusslosen und von ihm direkt abhängigen Offizier namens Rufio. Unter Berücksichtigung der Tradition ernannte Caesar den jüngsten, zwölfjährigen Bruder Kleopatras, Ptolemaios XIV., zum Mitregenten und vermählte wahrscheinlich auch beide Geschwister. Doch lag die gesamte Regierungsgewalt ausschließlich bei Kleopatra, die auf Münzen auch weiterhin nur ihr Porträt abbilden ließ und in Papyri-Datierungen vor ihrem Bruder genannt wurde. Arsinoë musste Ägypten verlassen, an Caesars Triumphzug 46 v. Chr. teilnehmen und durfte dann nach Ephesos ins Exil gehen. Die ihr vor dem Krieg unterstellte römische Provinz Zypern fiel nun an Kleopatra.
Gemäß Sueton und Appian unternahm Caesar mit Kleopatra eine Vergnügungsreise per Schiff auf dem Nil bis nach Südägypten, doch habe sein Heer ihm nicht so weit folgen wollen. Die Mehrheit der Forscher akzeptiert diese Tradition und sieht darin Caesars politische Absicht durchscheinen, das neugewonnene Land näher kennenzulernen, sowie eine Demonstration der neuen Machtverhältnisse gegenüber den oberägyptischen Bewohnern. Dagegen halten die Historiker Manfred Clauss und Christoph Schäfer die Nilfahrt für eine Erfindung, da die frühesten erhaltenen Quellen (Alexandrinischer Krieg, Lucan) nichts darüber berichten und Caesar nach seinem langen Ägyptenaufenthalt dringend an anderen Kriegsschauplätzen Auseinandersetzungen zu führen hatte.
Im Frühjahr 47 v. Chr. verließ Caesar Ägypten, besiegte Pharnakes II. am 20. Mai 47 v. Chr. in einem nur kurz andauernden Krieg bei Zela in Kleinasien – wobei er seine bekannte Siegesbotschaft Veni, vidi, vici („ich kam, sah, siegte“) nach Rom schickte – und gewann am 7. Februar 46 v. Chr. in Nordafrika die entscheidende Schlacht bei Thapsus gegen seine neuformierten pompeianischen Gegner.

### Geburt des Caesarion

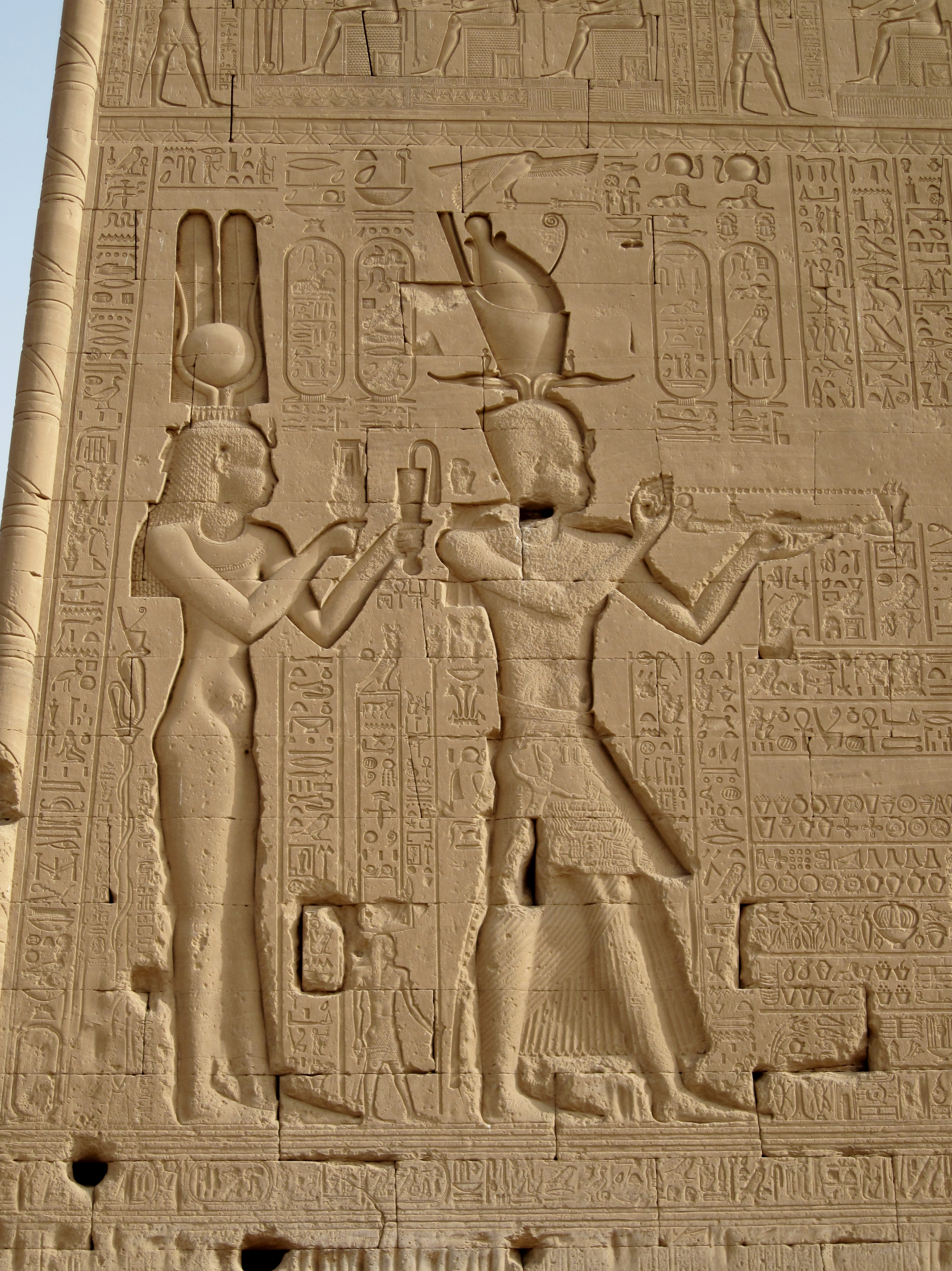
Darstellung von Kleopatra und Caesarion an der Rückseite des Hathor-Tempels in Dendera. Als kleine Figur zwischen den beiden Caesarions Vater Gaius Iulius Caesar

Kleopatra konnte ihre Machtstellung unter dem Protektorat Caesars bewahren. Bald nach Caesars Abreise aus Ägypten – laut dem Zeugnis einer Stele am 23. Juni 47 v. Chr. – gebar Kleopatra einen Sohn, den sie Ptolemaios Kaisar (lateinisch Ptolemaeus Caesar) nannte, womit sie seine Abkunft vom römischen Diktator bekundete. Wahrscheinlich ließ sie die mit dieser Namensgebung verbundenen politischen Ansprüche im Unklaren, betonte aber jedenfalls deutlich, dass ihr Sohn ptolemäischer und römischer Abstammung sei. Dies wurde durch die ihm später verliehenen Beinamen Philopator und Philometor (Vater- und Mutterliebender) noch klarer formuliert. Die Alexandriner nannten ihn Kaisarion (lateinisch Caesarion, das heißt „kleiner Caesar“). Caesarion wird vom Großteil der modernen Forschung als einziger leiblicher Sohn Caesars angesehen, obwohl manche antike wie moderne Autoren an seiner Vaterschaft zweifelten. Der römische Feldherr erkannte Caesarion aber als seinen Sohn an und widersprach der Vaterschaft nie offiziell. Allerdings setzte er nicht Caesarion zu seinem Erben ein, sondern machte testamentarisch seinen Großneffen Gaius Octavius (den späteren Kaiser Augustus, der vor seiner Erhebung meist als Octavian bezeichnet wird) zu seinem Adoptivsohn und Erben. Er heiratete Kleopatra auch nicht, da er schon mit der Römerin Calpurnia verheiratet war und seinem Ansehen nicht weiter schaden wollte.

### Kleopatra in Rom

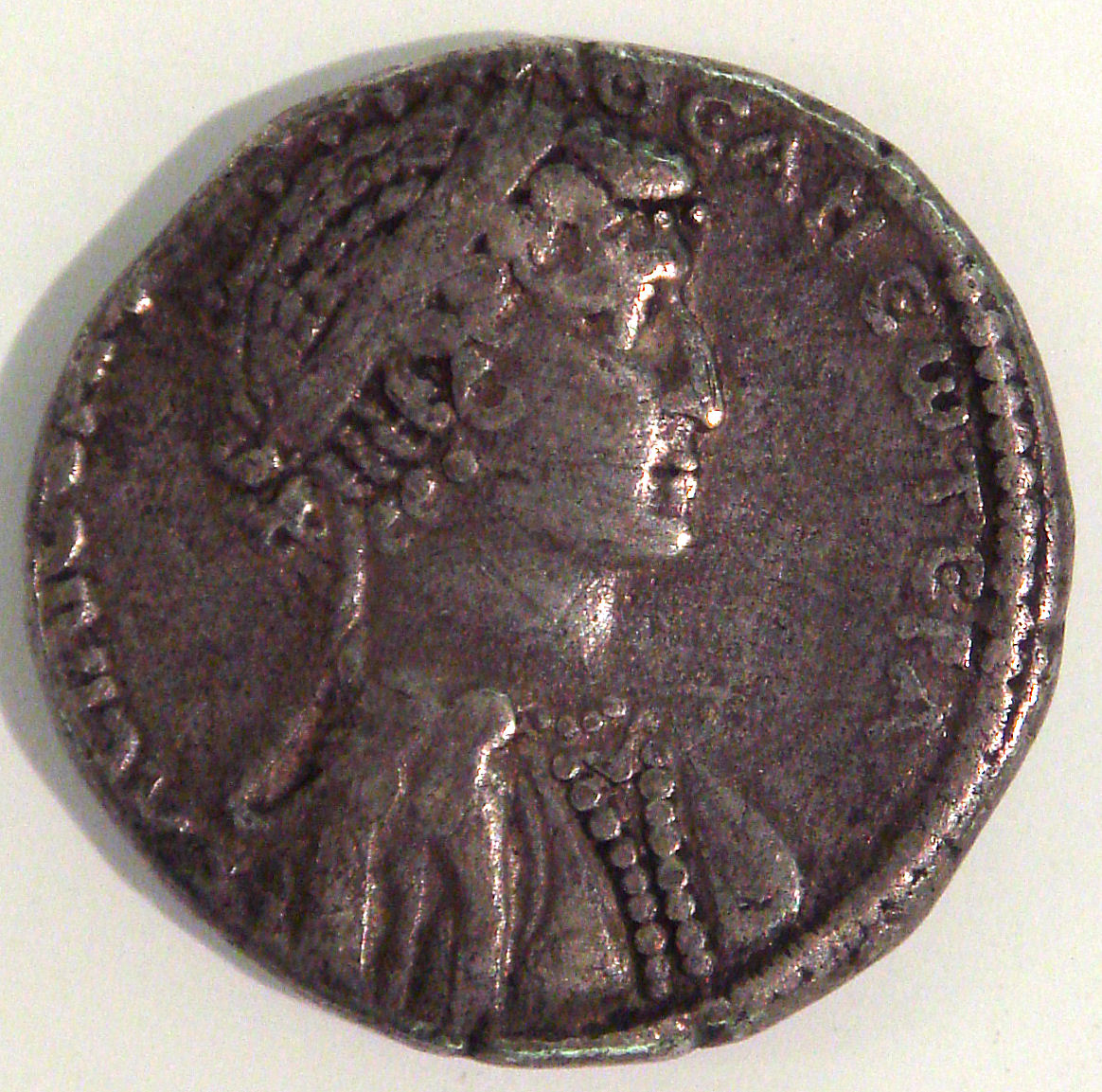
Münzporträt von Kleopatra

Im Juli 46 v. Chr. feierte Caesar in Rom seinen großen vierfachen Triumph (über Gallien, Ägypten, Pontos und Mauretanien), in dem auch Arsinoë auftreten musste und von den Massen bemitleidet wurde. Vielleicht auf Caesars Einladung verließ Kleopatra wohl im Juni 46 v. Chr. Ägypten und reiste mit ihrem Brudergemahl Ptolemaios XIV., großem Gefolge und höchstwahrscheinlich auch mit Caesarion nach Rom. Unbekannt ist, ob sie schon bei Caesars Triumph anwesend war und die Demütigung ihrer Schwester mit ansah oder erst danach in Rom ankam. Offiziell galt ihr Staatsbesuch der Unterzeichnung eines Bündnisses zwischen Ägypten und Rom, doch hoffte die ägyptische Königin sicher, durch ihre persönliche Anwesenheit mehr Einfluss auf Caesar ausüben zu können, der vielleicht auch seine Geliebte in der Nähe haben wollte. Der Diktator quartierte sie und ihre Begleiter in einem seiner Häuser jenseits des Tibers ein.
In ihrem Domizil in Caesars Villa scheint Kleopatra eine glänzende und kultivierte Hofhaltung etabliert zu haben. Offensichtlich veranstaltete sie luxuriöse Gartenfeste und Bankette, die wohl von zahlreichen hochstehenden Römern besucht wurden. Viele der Caesar gegenüber oppositionellen Senatoren dürfte die Anwesenheit der orientalischen Potentatin in Rom irritiert haben, weil sie von ihr herablassend behandelt wurden. Besonders die erhaltenen Briefe Ciceros lassen erkennen, wie unsympathisch und hochmütig der Redner – und mit ihm wohl viele Senatoren – die ägyptische Königin fand, die er als eine anmaßende Vasallenherrscherin betrachtete. Diese Briefe verfasste er erst nach Kleopatras Abreise aus Rom, als sie keine Gefahr mehr darstellte. Vermutlich wollten viele römische Politiker die Gunst von Caesars Geliebter gewinnen, die wohl aufgrund ihres Einflusses auf den Diktator kräftig in der Weltpolitik mitzumischen suchte.
Caesar ehrte seine Geliebte dadurch, dass er in dem von ihm gestifteten Tempel der Venus Genetrix – der mythischen Ahnherrin der Julier – auf dem neu errichteten Forum Iulium („Caesarforum“) eine goldene Statue mit den Zügen Kleopatras aufstellen ließ. Diese Geste war eine beispiellose Handlung, welche die Göttlichkeit der ausländischen Monarchin als Inkarnation der Isis (römisch Venus) anerkannte. In Ägypten war die Aufstellung der Statuen von Königinnen in Tempeln schon lange Brauch, den Caesar nun auch in Rom übernommen hatte. Diese Vergöttlichung einer ägyptischen Vasallenkönigin wurde von den Römern empört aufgenommen.
In Spanien führte Caesar von November 46 bis September 45 v. Chr. erfolgreiche Kämpfe gegen die letzten verbliebenen Führer der Pompeianer und begann dort ein Liebesverhältnis mit Eunoë, der attraktiven Gattin des Königs Bogud von Mauretanien (vielleicht hatte er diese Beziehung aber auch schon während seines Feldzugs in Nordafrika 46 v. Chr. unterhalten). Da einerseits Caesar seinem Biographen Sueton zufolge Kleopatra mit prächtigen Geschenken überschüttet entlassen habe, andererseits aber die Anwesenheit der ägyptischen Königin bei Caesars Ermordung aufgrund einiger Briefe Ciceros eindeutig feststeht, wird in der Forschung bisweilen angenommen, dass Kleopatra sich im Sommer 46 v. Chr. nur kurz in Rom aufgehalten habe, danach wieder heimgekehrt und zu einem späteren Zeitpunkt erneut zu Caesar in die Ewige Stadt gereist sei. Jedenfalls war sie Anfang 44 v. Chr. in Rom und Caesar nahm sein Verhältnis zu ihr nach seiner Rückkehr aus Spanien wieder auf. Die öffentliche Liaison brachte ihn natürlich ins Gerede. Schließlich war er mit Calpurnia verheiratet, während Kleopatra mit ihrem Bruder-„Gemahl“ angereist war. Doch der Diktator ignorierte die öffentliche Meinung.
Ägyptischer und damit auch Kleopatras Einfluss bewogen Caesar zu mehreren Vorhaben. So führte er unter Beratung des alexandrinischen Astronomen Sosigenes 46 v. Chr. den Julianischen Kalender ein und plante die Errichtung von Kanälen sowie in Rom den Bau von großen öffentlichen Bibliotheken zur Sammlung griechischer und römischer Literatur unter der Leitung des Gelehrten Marcus Terentius Varro.
Caesar strebte immer deutlicher sichtbar nach der Alleinherrschaft und wurde dabei wohl von Kleopatra bestärkt. Unter ihrem Einfluss gebärdete er sich zunehmend wie ein hellenistischer Herrscher und gestaltete danach auch seine Religionspolitik, indem er sich etwa göttliche Ehren erweisen ließ. Die in einer absoluten Monarchie aufgewachsene Kleopatra hatte kein Verständnis für die Machtansprüche der Senatoren, und Caesar lehnte ebenfalls die römische Tradition einer republikanischen Staatsform – offenbar auch aufgrund autokratischer Ideen des Ostens – immer mehr ab. Die Römer fürchteten wohl, dass Caesar die Errichtung eines Königreichs nach hellenistischem Vorbild, mit römischen Elementen gemischt, anstrebte und durch die Heirat mit der Ptolemäerin eine neue Dynastie gründen wollte. Es kursierten Gerüchte über eine Verlegung der Hauptstadt nach Alexandria und der Volkstribun Gaius Helvius Cinna behauptete angeblich, dass Caesar ein offensichtlich auf eine Heirat mit Kleopatra gemünztes Gesetz durchbringen wollte, das ihm mehrere legitime Ehen, auch mit Frauen nichtrömischer Herkunft, gestattet hätte. So dürfte die ägyptische Königin zur wachsenden Missstimmung der Aristokraten gegenüber dem Diktator beigetragen haben, der deshalb an den Iden des März 44 v. Chr. der Verschwörung einer Senatorengruppe um Marcus Iunius Brutus und Gaius Cassius Longinus zum Opfer fiel.
Mit dem Tod Caesars hatte Kleopatra ihre Machtstellung im Römischen Reich verloren. Im Testament des Diktators wurde sie nicht erwähnt, bald herrschten erbitterte Kämpfe um seine Nachfolge und die Königin musste als Hassobjekt vieler Senatoren sogar um ihr eigenes Leben fürchten. So flohen Kleopatra und ihre Begleiter sehr bald aus Rom und kehrten an den Nil zurück.

### Ägypten während des römischen Bürgerkriegs

#### Beseitigung des Ptolemaios XIV. und Erhebung des Caesarion zum Mitregenten
Ptolemaios XIV. kehrte mit Kleopatra nach Ägypten zurück, wird in einem Dokument aus Oxyrhynchos vom 26. Juli 44 v. Chr. noch erwähnt, starb aber kurz danach. Nach der von der modernen Forschung meist nicht bezweifelten Angabe des Kleopatra gegenüber sehr negativ eingestellten jüdischen Historikers Flavius Josephus hatte die Königin ihren Bruder vergiftet. Vielleicht wollte sie damit ihre nach wie vor nicht unumstrittene Position festigen und dagegen vorbeugen, dass sich feindliche alexandrinische Kreise ihres Bruders wie einst Ptolemaios’ XIII. als Zentralfigur und Legitimation zum Kampf gegen sie bedienten. Da nach ägyptischer Tradition eine Frau stets mit einem männlichen Mitregenten herrschen sollte, erhob Kleopatra nun ihren dreijährigen Sohn Caesarion als Ptolemaios XV. auf den Thron und verlieh ihm den Beinamen Vater- und Mutterliebender Gott. Mit dem Hinweis auf seinen Vater bekräftigte sie Ansprüche, die mit dem Namen Caesar zusammenhingen. In Urkunden wurde sie aber weiterhin vor ihrem Mitregenten genannt.
Im Geburtstempel zu Hermonthis ließ Kleopatra Caesarions Geburt neben derjenigen des Horus realistisch und gemäß ägyptischen Glaubensvorstellungen abbilden. Damit identifizierte sie ihr Kind mit dem Sohn von Isis und Osiris und zog damit offenbar Parallelen zur ägyptischen Mythologie, in der Horus den Mord an seinem Vater rächen und ihm als Herrscher folgen sollte. Die gleiche Aufgabe hatte Kleopatra offenbar ihrem Sohn zugedacht. Dies musste ihn später in Gegensatz zu Octavian bringen, der beanspruchte, alleiniger Rächer und Erbe Caesars zu sein. Des Weiteren findet sich im Hathor-Tempel von Dendera ein Kolossalrelief, das Caesarion zusammen mit seiner Mutter darstellt.

#### Maßnahmen gegen Hungersnöte in Ägypten
In Ägypten hatte Kleopatra mit Hungersnöten und Seuchen wie der Pest zu kämpfen. Gelegentliche Vorwürfe, sie habe verschlammte Bewässerungskanäle nicht reinigen lassen und dadurch zu den Hungersnöten beigetragen, werden von den meisten Forschern zurückgewiesen, da die Königin im letzten Krieg des Antonius gegen Octavian das gesamte Heer verproviantieren konnte. Vielmehr ist die Ursache in ungenügenden Nilschwemmen (bezeugt für 43 und 42 v. Chr. – Ursache war ein Ausbruch des Vulkans Okmok) zu suchen. Bei der zur Hungerlinderung vorgenommenen Verteilung von Getreide aus den königlichen Speichern an die Alexandriner wurde aber die jüdische Bevölkerung der Hauptstadt übergangen mit der Behauptung, dass sie kein Bürgerrecht besäße. Ein Dekret Kleopatras vom 13. April 41 v. Chr. – der letzte bekannte Erlass eines Ptolemäerherrschers – zeigt, dass sich die Königin durchaus um die Landwirtschaft kümmerte. In dem Dekret befahl sie den Beamten in den Gauen nachdrücklich, die Privilegien der landwirtschaftlich außerhalb der ägyptischen Metropole beschäftigten Alexandriner zu respektieren und ihnen nicht weiterhin widerrechtlich Steuern abzuverlangen. In Oberägypten wird in einem zwischen 44 und 39 v. Chr. verfassten Priesterbeschluss – der Kleopatras Namen nur in der Datierung erwähnt – ein bedeutender Stratege der Thebais namens Kallimachos mit außergewöhnlich hohen Ehrungen wie der Aufstellung seiner Statuen bedacht, weil er der zerstörten Stadt Theben beim Wiederaufbau geholfen und später zur Überwindung einer Seuche und Hungersnot entscheidend beigetragen hatte. Offenbar hatte der von der alexandrinischen Zentralregierung relativ unabhängige Stratege selbständig zum Wohl des Volkes von Theben gehandelt und wurde deshalb anstelle Kleopatras als wohltätiger „Retter“ (Soter) der Stadt betrachtet.

#### Außenpolitik
Während Kleopatra im Innern die Lage ihres Landes stabilisierte, musste sie auch die im Römischen Reich tobenden Machtkämpfe beobachten. Die führenden Gegner der Caesarmörder waren Marcus Antonius und Octavian, die aber nicht miteinander harmonierten. Während Antonius ein ausgezeichneter Feldherr, Frauenheld, Draufgänger und Liebling seiner Soldaten war, außerdem schon eine bedeutende Machtstellung besaß, war der zwei Jahrzehnte jüngere, erst 18-jährige Octavian neu auf dem politischen Parkett, oft kränklich und militärisch unerfahren, dafür kühl berechnend und jeden seiner Schritte sorgfältig abwägend; er verdankte den Grundstein seines raschen politischen Aufstiegs nur Caesars Testament. In den Monaten nach den Iden des März 44 v. Chr. war Antonius als Konsul faktisch Alleinherrscher in Rom und behinderte Octavians Karriere nach Kräften. Durch ein Bündnis mit dem Senat unter Ciceros Führung besiegte der Caesarerbe zunächst vorübergehend Antonius, schaltete aber Mitte 43 v. Chr. nach der Besetzung Roms den Senat aus und versöhnte sich mit Antonius. Dieser schloss mit Octavian und Lepidus das Zweite Triumvirat, das den drei Männern nahezu gleiche Vollmachten wie einst Caesar einräumte. Tausende Ritter und Senatoren fielen den nun verhängten Proskriptionen zum Opfer; ihr Vermögen wurde eingezogen und diente den Triumvirn zur Finanzierung des Krieges gegen die Caesarmörder.
Indessen waren Brutus und Cassius von Italien in den Osten übergesetzt, um sich dort ein Herrschaftsgebiet zu schaffen. Aufgrund ihrer Vergangenheit hielt Kleopatra zu den Caesarianern und verbündete sich Anfang 43 v. Chr. mit deren Anführer im Osten, Publius Cornelius Dolabella, der dafür Caesarion als ihren Mitregenten anerkannte. Die Königin sandte ihm die vier in ihrem Land stationierten Legionen, die jedoch zu Cassius überliefen. Dolabella geriet in Syrien im Kampf gegen Cassius in eine aussichtslose Situation und verübte im Juli 43 v. Chr. Selbstmord. Schon vorher hatte der Caesarmörder die Übersendung von Schiffen und Vorräten von Kleopatra verlangt, die aber trotz Cassius’ mächtiger Stellung mit Hinweis auf die in Ägypten herrschenden Hungersnöte ablehnte. Kleopatras Stratege auf Zypern, Serapion, lieferte aber gegen den Willen seiner Herrin seine Flotte an Cassius aus. Die von Cassius geplante Invasion Ägyptens kam nicht zustande, weil ihn Brutus Ende 43 v. Chr. dringend nach Kleinasien zurückrief. Kleopatra fuhr nun mit ihrer Flotte von Alexandria aus nach Westen, um die Schiffsmacht der Caesarianer zu verstärken, doch zog ein Sturm ihre Schiffe stark in Mitleidenschaft und erzwang zusammen mit ihrer Erkrankung ihre Rückkehr, sodass Antonius und Octavian im Oktober 42 v. Chr. in der entscheidenden Schlacht bei Philippi ohne ägyptische Unterstützung über die Caesarmörder siegten. Fälschlich schlossen einige Historiker aus diesem Umstand, dass sich Kleopatra im römischen Bürgerkrieg neutral verhalten habe.

### Erstes Treffen von Antonius und Kleopatra

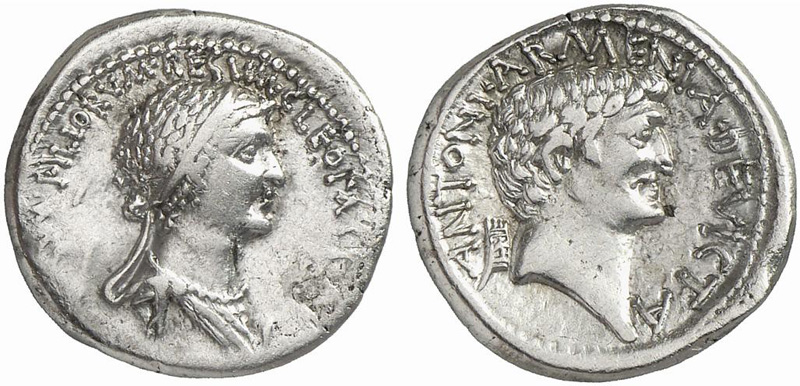
Kleopatra VII. und Marcus Antonius, Denar, 32 v. Chr.

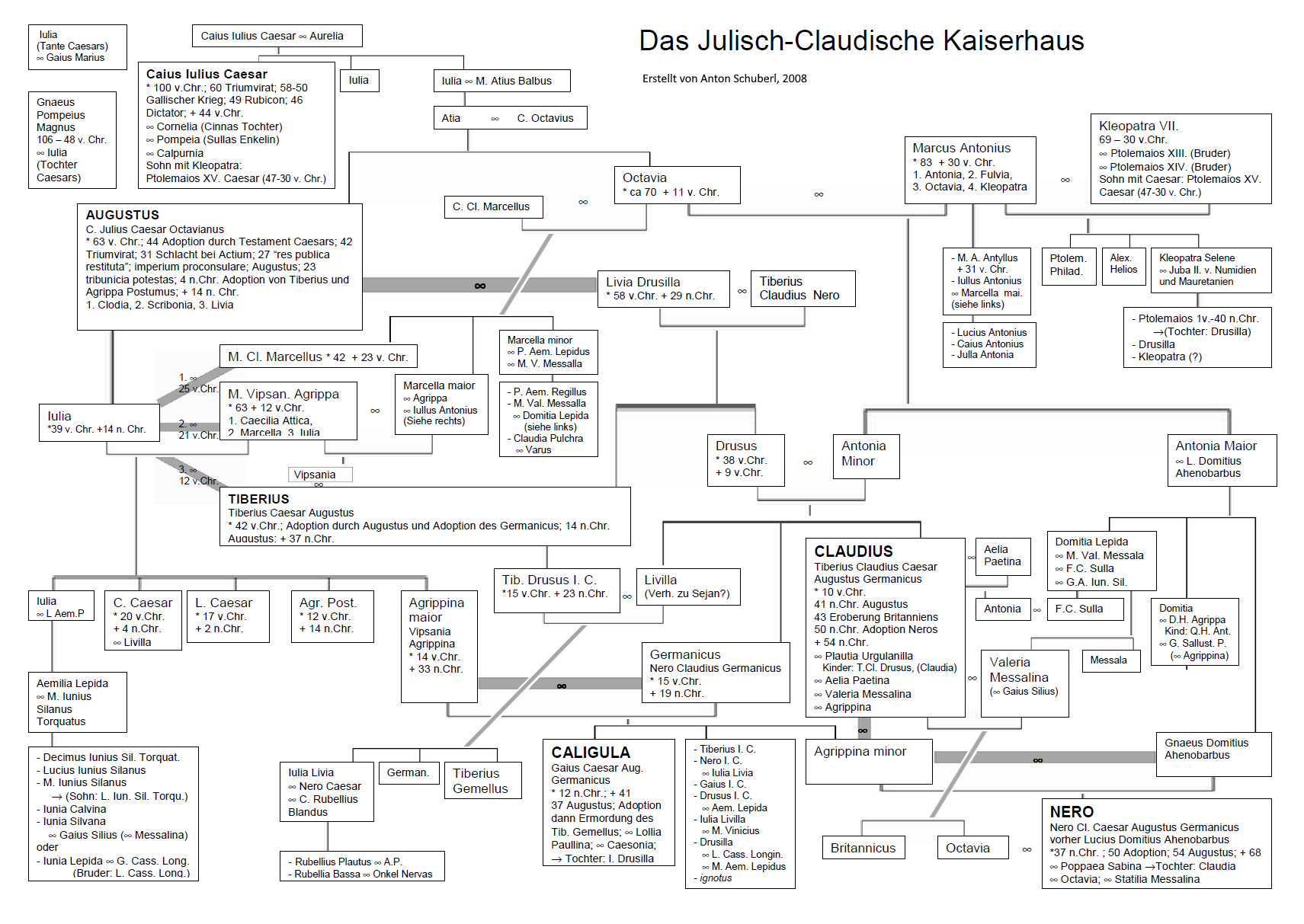
Die Kinder von Kleopatra und Antonius im Zusammenspiel des Julisch-Claudischen Kaiserhauses.

Da Antonius den Hauptanteil am Sieg der Triumvirn gehabt hatte, konnte er sich seine Territorien aussuchen und übernahm die Organisation des reichen Orients, wo er auch Gelder für die Veteranen beschaffen sollte. Dagegen hatte Octavian in Italien viel schwierigere Aufgaben zu lösen. Weil sich Kleopatra angeblich im Bürgerkrieg zweideutig verhalten hatte, ließ Antonius sie Anfang 41 v. Chr. durch seinen Vertrauten Quintus Dellius nach Tarsos in Kilikien vorladen, wo der Kydnos ins Mittelmeer mündet. Dieser Grund ihrer Vorladung war wohl nur ein Vorwand; Antonius ging es eher um die Sicherung ägyptischer Hilfe für seinen geplanten Partherkrieg, da Kleopatra die bedeutendste unter den Klientelherrschern des Orients war. Sie wusste, dass sich Antonius als neuer Dionysos feiern ließ und als genusssüchtig galt; danach richtete sie ihre Präsentation beim Einzug in Tarsos, den Plutarch anschaulich schildert. An Bord ihrer vergoldeten Prachtgaleere mit Purpursegeln standen als Nereiden kostümierte schöne Mädchen sowie Lustknaben; sie selbst trat als irdische Inkarnation der Göttin Aphrodite bzw. deren ägyptischem Pendant Isis, also in einer geschickten Präsentation spärlicher Bekleidung, dem neuen Dionysos Antonius entgegen. Sie bat ihn, auf ihr Schiff zu kommen, und empfing ihn offenbar in einer hocherotischen Atmosphäre. In den folgenden Tagen richtete sie luxuriöse Bankette für Antonius aus und den antiken Autoren zufolge war sie es, die ihn mit diesem Auftritt eroberte und nicht umgekehrt. Neben der persönlichen Komponente legten auch politische Gründe für beide Seiten eine Kooperation nahe. Für die Bevölkerung stellte Kleopatra ihr Treffen mit Antonius auf eine religiöse Ebene und ließ verbreiten, dass Aphrodite zum Wohle Asiens zu Dionysos käme. Die Untertanen konnten in dieser Begegnung eine irdische Manifestation der sakralen Vereinigung von Aphrodite und Dionysos bzw. von Isis und Osiris sehen, die damals die Hauptgottheiten der östlichen Religionen darstellten.
Kleopatra hatte nun erneut den mächtigsten Römer zu ihrem Geliebten gemacht und nutzte dessen Einfluss, um ihre ehemalige Rivalin und jüngere Schwester Arsinoe IV., ihren ungehorsamen Strategen Serapion und einen Mann, der sich für ihren verstorbenen Bruder Ptolemaios XIII. ausgab, aus dem Weg räumen zu lassen. Nach der vorläufigen Ordnung der politischen Verhältnisse in Syrien folgte Antonius der schon vorher heimgereisten Kleopatra nach Ägypten und verbrachte dort – anders als früher Caesar – als Privatmann den Winter 41/40 v. Chr. Kleopatra hielt ihren Geliebten ständig bei Laune. Plutarch gibt an, das Paar habe dauernd Bankette veranstaltet, Ulk getrieben und in Schwelgereien gelebt. Der Biograph berichtet nach Erzählungen seines Großvaters Lamprias vom enormen Aufwand für Antonius’ Festmähler. Weiter schildert er Streiche, die Kleopatra angeblich ihrem Geliebten wegen dessen mangelnder Angelkünste spielte; auch sollen die beiden wie später Hārūn ar-Raschīd nachts verkleidet durch die Hauptstadt gestreift sein, allerdings um die Einwohner zu necken. Dem Historiker Appian gemäß trat Antonius dagegen staatsmännisch auf, indem er Tempel besuchte und mit Gelehrten diskutierte. Angeblich bewirkte nur das Liebesleben in Ägypten Antonius’ Untätigkeit im Perusinischen Krieg, den Fulvia, Antonius’ selbstbewusste Gattin, und Lucius Antonius, der Bruder des Triumvirn, gegen Octavian führten. Erst der Einfall der Parther veranlasste Antonius Anfang 40 v. Chr. zum Aufbruch nach Kleinasien, von wo er aber auf die Nachricht von Fulvias und Lucius’ Niederlage nach Italien zurückkehrte.

### Regierung ohne Antonius
Nach kurzen kriegerischen Konflikten einigten sich Octavian und der geschwächte Antonius im Vertrag von Brundisium (Herbst 40 v. Chr.) und formulierten Pläne für die nächsten Jahre. Es kam wieder zur Teilung des römischen Reichs, bei der Octavian alle westlichen, Antonius erneut die östlichen Provinzen erhielt. Ihm wurde auch das Recht auf Truppenaushebungen in Italien zugestanden. Zur Bekräftigung des Bündnisses heiratete Antonius – da Fulvia kürzlich verstorben war – die eben verwitwete Schwester Octavians, Octavia. Inzwischen gebar Kleopatra dem Triumvirn nach dessen Abreise die Zwillinge Alexander Helios und Kleopatra Selene (Ende 40 v. Chr.) und hoffte wohl, Antonius durch die gemeinsamen Kinder an sich binden zu können. Doch blieb er Ägypten mehr als drei Jahre fern. Es gibt keine Überlieferung zu Kleopatras Tätigkeiten während dieser Zeit. Vermutlich erhielt sie Nachrichten über das Eheglück von Antonius und Octavia. Sie war sicher enttäuscht, dass Antonius eine andere Frau, noch dazu die Schwester Octavians, geheiratet hatte, ließ die Verbindung zu ihm aber wohl nicht ganz abreißen. Denn ein ägyptischer Wahrsager warnte Antonius vor Octavian – wohl im Auftrag der ägyptischen Königin. Diese empfing Ende 40 v. Chr. den jüdischen Tetrarchen Herodes, der auf der Flucht vor der Offensive der Parther nach Alexandria kam. Ein Angebot, in die Dienste Kleopatras zu treten, lehnte er ab und fuhr stattdessen mit einem ägyptischen Schiff noch im Winter nach Rom. Dort unterstützten ihn die Triumvirn, ernannten ihn zum jüdischen König und versprachen ihm Militärhilfe gegen die Parther. Diese Aufwertung ihres Nachbarn gefiel Kleopatra sicher nicht und die beiden wurden später wegen der historisch begründbaren Ansprüche der Ptolemäerkönigin auf Palästina erbitterte Feinde. Den Partherkrieg übertrug Antonius seinem Feldherrn Publius Ventidius Bassus, der bald große Erfolge errang. Antonius reiste Ende 39 v. Chr. nach Griechenland, ließ sich mit Octavia in Athen nieder und verwaltete von dort aus den Osten. Octavia gebar zwei Töchter und erwartete im Jahr 37 v. Chr. ihr drittes Kind.
Der weiterhin schwelende Konflikt zwischen Antonius und Octavian konnte durch den von Octavia vermittelten Vertrag von Tarent (Sommer 37 v. Chr.) noch einmal entschärft werden; es war das letzte Treffen der beiden Triumvirn. Von Tarent segelte Antonius wieder in den Osten, ließ seine Gemahlin in Kerkyra zurück und begab sich nach Syrien, um von dort einen Krieg in das Partherreich hinein vorzubereiten.

### Blütezeit des Ptolemäerreiches

#### Neuordnung des Ostens des Römischen Reiches

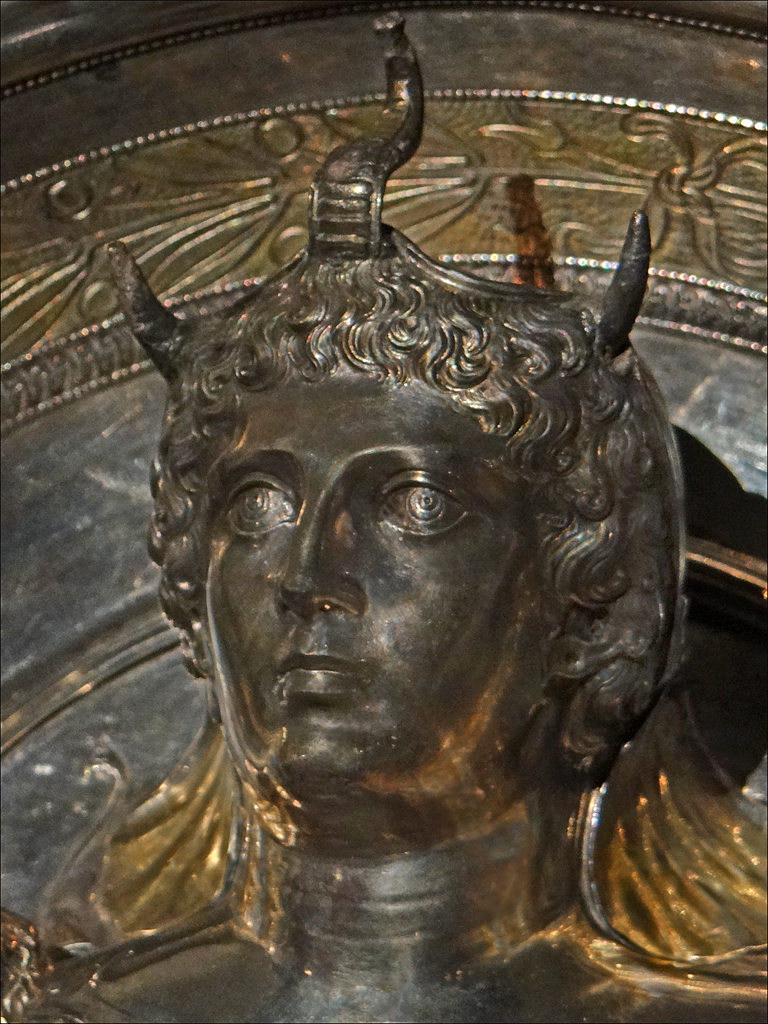
Wahrscheinliche Darstellung der Tochter von Kleopatra VII.: Kleopatra Selene II., Reliefbild auf einem vergoldeten Silberteller aus dem Boscoreale Schatz, datiert auf das frühe 1. Jahrhundert n. Chr.

Marcus Antonius lud Kleopatra zu sich ein und nahm die unterbrochene Beziehung wieder auf. Wohl aufgrund der Spannungen mit Octavian, der ihm immer mehr die Ressourcen seiner Reichshälfte verwehrte und die im Vertrag von Tarent zugesagten Truppenverstärkungen nicht schickte, wollte Antonius auf die Hilfsquellen des reichen Nillandes nicht verzichten. Ptolemäische Unterstützung brauchte er insbesondere beim geplanten Partherkrieg. Umgekehrt wurde auch Kleopatras politische Stellung durch ihre erneute Beziehung zum Triumvirn stark aufgewertet. So führten nicht nur erotische, sondern auch politische Aspekte zum erneuten Zusammentreffen der Geliebten, die nun den Winter 37/36 v. Chr. in Antiochia verbrachten. Der Triumvir erkannte das dreijährige Zwillingspaar Alexander Helios (Beiname altgriechisch ἥλιος hḗlios, deutsch ‚Sonne‘) und Kleopatra Selene (Beiname σελήνη selḗnē, deutsch ‚Mond‘) als seine Kinder an und noch 36 v. Chr. gebar ihm Kleopatra ein weiteres Kind, einen Sohn namens Ptolemaios Philadelphos.
Nach der erfolgreichen Partherabwehr vergrößerte Antonius bei der Neuordnung des Ostens des Römischen Reiches das Ptolemäerreich. Kleopatra erhielt das raue Kilikien, die reichen Städte an der phönizischen Küste zwischen Ägypten und dem Fluss Eleutheros (außer Sidon und Tyros) sowie Ituräa mit dem Zentrum Chalkis, dessen König Lysanias aufgrund von Kleopatras Beschuldigung, er habe mit den Parthern paktiert, von Antonius hingerichtet worden war. Weiter wurden dem Ptolemäerreich Kyrene, Teile Judäas (unter anderem ertragreiche Balsam- und Dattelhaine um Jericho) und des angrenzenden Nabatäerreichs (mit reichen Bitumenvorkommen) zugeschlagen. Die genauen Gebietszuwächse sind wegen der widersprüchlichen und ungenauen Angaben der hierüber berichtenden Autoren Plutarch, Cassius Dio und Josephus nicht bekannt. In ihrem Machtzuwachs sah die Königin den Beginn einer neuen Ära und führte eine auf Münzen und Papyri als Doppeldatierung erkennbare neue Zählung ihrer Regierungsjahre ein (zum Beispiel für 37/36 v. Chr.: „Jahr 16, das auch Jahr 1 ist“).
Die octavianische Propaganda – gespiegelt in den antiken Quellen – rückte die Vergrößerung des Ptolemäerreichs in ein sehr negatives Licht; Antonius habe zu diesem Zweck nur aus Liebe zu Kleopatra römische Provinzen verschleudert und asiatische Monarchen entmachtet. Dagegen sieht die moderne Forschung hierin nicht mehr die Handlung eines willenlosen Liebhabers, sondern eine allgemeine Strategie des Triumvirn, der – wie schon vor ihm Pompeius – starken, ihm persönlich ergebenen Klientelherrschern mehr vertraute als römischen Gouverneuren, die eher gefährliche Gegenspieler werden konnten. Denn Antonius setzte damals jenseits der römischen Grenze in Kleinasien und Syrien auch andere vertrauenswürdige Gefolgsleute ein oder erlaubte, dass sie ihre Gebiete ausdehnten. Zu ihnen gehörte insbesondere Herodes, der das von den Parthern wiedereroberte Judäa regierte und der zweitmächtigste der mit Antonius verbündeten Klientelkönige war, aber gespannte Beziehungen zu Kleopatra hatte. In den neuerworbenen Gebieten Kilikien, Chalkis und Phönizien, die alle reich an Schiffsbauholz waren, sollten ptolemäische Beauftragte mit ihrer Fachkompetenz für einen effizienten Flottenbau sorgen, während Kleopatra ihre Gebiete in Judäa und im Nabatäerreich an deren Könige zurückverpachtete und aus ihnen jährlich jeweils 200 Talente bezog, aber keine eigenen Beamten hinschickte, so dass es ihr hier wohl nur um eine reiche Einnahmequelle ging. Basierend auf der Analyse von Münzfunden durch Thomas Schrapel nahm der Historiker Christoph Schäfer außerdem etliche weitere Korrekturen und Neuinterpretationen der antiken Quellen vor. So gelangte etwa das raue Kilikien laut einer Inschrift schon vor 38 v. Chr. in ptolemäischen Besitz. In Kyrene übten die Ptolemäer nur die zivile, die Römer aber weiterhin die militärische Verwaltung aus. Dagegen kamen die in Syrien gelegenen Gebietszuwächse direkt unter Kleopatras Kontrolle. Insgesamt lässt sich eine starke Kooperation von römischen und ägyptischen Beamten konstatieren bis hin zur Aufgabenteilung, dass Kleopatra für die Flotte, Antonius für das Landheer zuständig war. Aus den Zeugnissen vor Ort glaubt Schäfer schließen zu können, dass Kleopatra kein Großreich wie zur Glanzzeit der Ptolemäer anstrebte, sondern nur einen besonders starken Klientelstaat unter nach wie vor römischer Vorherrschaft. Dies ist aber noch keine communis opinio in der Forschung.
Die gemeinsame Regierung von Antonius und Kleopatra spiegelt sich auch in der Münzprägung wider. Der Triumvir prägte seit 37/36 v. Chr. in Antiochia Silbertetradrachmen, auf deren Rückseite Kleopatra abgebildet war, während koilesyrische Münzen der Königin auf der Rückseite das Bild von Antonius mit seinen römischen Titeln zeigen.

#### Niederlage gegen die Parther
Etwa im Mai 36 v. Chr. brach Antonius nach umfangreichen Rüstungen zu einem Partherfeldzug auf. Kleopatra begleitete ihn bis zum Euphrat und reiste danach über Apameia am Orontes und Damaskus zu ihrem Feind Herodes nach Judäa. Sie fixierte mit ihm das Pachtgeschäft, strebte aber angeblich nach dem Besitz seines ganzen Reiches. Der äußerst negative und unglaubwürdige Bericht des Josephus über die Details ihrer Begegnung geht über Nikolaos von Damaskus auf die Memoiren des Herodes zurück. Laut diesem Zeugnis habe die ägyptische Königin versucht, Herodes zu verführen und in eine Falle zu locken. Der jüdische König habe sogar an ihre Hinrichtung gedacht, solange sie sich noch in seinem Machtbereich befände, und sei nur von seinen Ratgebern mit Hinweis auf den ihm von Seiten des Antonius drohenden Groll davon abgehalten worden. Herodes wollte sich später, nach seinem Übertritt zu Octavian, bei diesem in ein günstiges Licht setzen und seinen Verrat an Antonius rechtfertigen. Er schilderte daher das Verhalten Kleopatras äußerst negativ und charakterisierte sie entsprechend der augusteischen Propaganda als Hure und bösen Geist des Antonius. Sicher ist nur, dass er Kleopatra nach Ende ihres Besuchs reich beschenkt bis Pelusion geleitete.
Nachdem Antonius eine katastrophale Niederlage und große Verluste gegen den Partherkönig Phraates IV. erlitten hatte, kehrte er Ende 36 v. Chr. eilends durch das verschneite Armenien an die phönizische Küste zurück. Er wartete im Hafenort Leuke Kome auf Kleopatra, die dort verspätet etwa im Januar 35 v. Chr. mit Geld und Kleidung für den mitgenommenen Rest der Armee eintraf. Für seinen Misserfolg machte der Triumvir den verbündeten Armenierkönig Artavasdes verantwortlich, der im Rücken des Antonius angegriffen worden und daraufhin geflüchtet war. Doch unzweifelhaft lag die Hauptverantwortung bei Antonius selbst. Gleichzeitig konnte Octavian im September 36 v. Chr. mit Hilfe seines überragenden Admirals Marcus Vipsanius Agrippa nach dreijährigen Kämpfen Sextus Pompeius besiegen und im selben Jahr den dritten Mann des Triumvirates, Lepidus, entmachten. Damit war er unumschränkter Herr im Westen des Römischen Reichs.

#### Abweisung der Octavia
Nun spitzte sich der Konflikt der beiden verbliebenen mächtigsten Männer, Antonius und Octavian, langsam immer mehr zu. Antonius hatte dem Caesarerben für dessen Krieg gegen Sextus Pompeius mit Schiffen ausgeholfen. Als Gegenleistung wollte Octavia Anfang 35 v. Chr. mit Erlaubnis ihres Bruders ihrem Gatten 2.000 Soldaten und Ausrüstung für weitere Kämpfe gegen die Parther zuführen und wartete in Athen auf die Antwort des Antonius. Angeblich hatte Kleopatra Angst, dass der Triumvir zu ihrer Konkurrentin zurückkehren könnte, und ließ ihren Geliebten durch geschickte Auftritte befürchten, dass sie sich in diesem Fall das Leben nehmen würde. So sei es ihr gelungen, dass Antonius Octavias Angebot ablehnte und bei ihr blieb. Die antiken Autoren führen diesen Entschluss also ganz auf Kleopatras Einfluss zurück. Demgegenüber nimmt die Mehrzahl der modernen Historiker an, dass Antonius sich gegen Octavia entschied, weil er schon lange ein schlechtes Verhältnis zu ihrem Bruder hatte, der ihn zudem systematisch von der Zufuhr aus Italien abschnitt. So habe Antonius auf die Machtmittel des bedeutenden Ptolemäerreiches gesetzt. Durch die Entsendung von Hilfstruppen für seinen Triumviratskollegen wollte Octavian den Anschein einer großzügigen Geste erwecken. Doch Antonius musste die Zufuhr eines so kleinen Kontingents als Provokation erscheinen, da ihm bereits im Vertrag von Tarent 37 v. Chr. 20.000 Soldaten für den Partherkrieg versprochen worden waren, die er nie erhalten hatte. Die Zurückweisung seiner Schwester hatte Octavian vorausgesehen und erreichte damit die von ihm gewünschte öffentliche Beendigung des Bündnisses mit Antonius. Dieser schien in den Augen der Römer seine beliebte Gattin ungerecht behandelt zu haben. Octavian nützte diese Stimmung zur Propaganda gegen Antonius und stellte ihn als willenlosen Geliebten der ägyptischen Königin dar.

#### Spannungen zwischen Kleopatra und Herodes
Herodes hatte gespannte Beziehungen zu der von ihm entmachteten Hasmonäerdynastie. Alexandra, die Mutter seiner Gattin Mariamne I., beschwerte sich bei Kleopatra, weil der jüdische König ihren jungen Sohn Aristobulos bei der Ernennung zum Hohenpriester übergangen hatte. Um Komplikationen zu vermeiden, übertrug Herodes dem Jungen schließlich doch widerwillig diese Würde, ließ ihn aber bald heimlich ermorden. Nun überredete Kleopatra den Triumvirn, den Idumäer zur Verantwortung in die syrische Stadt Laodikeia vorzuladen (36 oder 35 v. Chr.). Doch ihr Ziel, eine Entmachtung ihres alten Feindes, erreichte sie nicht, da sich Herodes anscheinend gut verteidigen konnte und Antonius auf seine Unterstützung – insbesondere zur Aufrechterhaltung der Ruhe in Judäa – nicht verzichten wollte. Stattdessen soll Antonius seiner königlichen Geliebten befohlen haben, sich nicht mehr in die inneren Angelegenheiten seiner Verbündeten einzumischen.

#### Tod des Sextus Pompeius

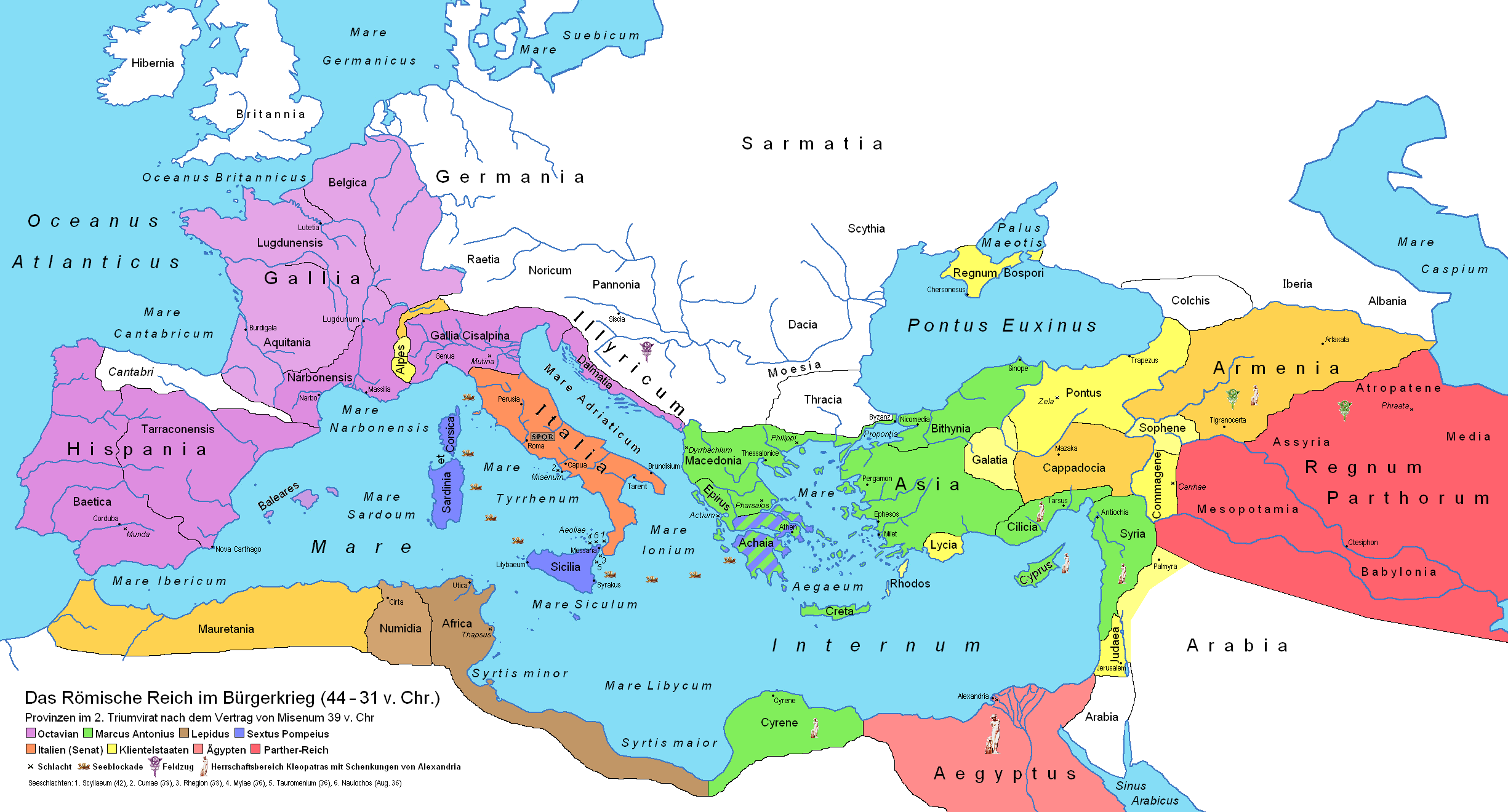
Karte des Römischen Reiches nach dem Vertrag von Misenum und die Schenkungen von Alexandria
Octavians Machtbereich
Antonius' Machtbereich
Provinzen des Lepidus
Seereich des Sextus Pompeius
Königreich Ägypten (Kleopatra)
Vasallenstaaten
Parther-Reich

Octavian ließ nach seinem hart erkämpften Sieg Sextus Pompeius absichtlich entkommen, damit nun Antonius mit ihm beschäftigt war. Kleopatra wollte den flüchtigen Republikaner geschont wissen – angeblich, weil er der Sohn des großen Pompeius war, der mit ihrem Vater Ptolemaios XII. ein Gastfreundschaftsverhältnis gepflegt hatte, vielleicht auch, um einen fähigen Admiral gegen Octavian zu gewinnen. Sextus nahm offiziell mit Antonius Verhandlungen über ein Bündnis auf, führte solche aber insgeheim auch mit den Parthern und begann dann mit Militäroperationen, um sich im nordwestlichen Kleinasien festsetzen zu können. Doch er wurde rasch besiegt und auf Befehl von Marcus Titius – der vermutlich auf Anweisung von Antonius handelte – im Sommer 35 v. Chr. hingerichtet.

#### Schenkungen von Alexandria
Da Antonius eine Wiederherstellung seines Rufes als Feldherr anstrebte, aber im Hinblick auf seine Spannungen mit Octavian einen neuen Krieg gegen die mächtigen Parther scheute, führte er 34 v. Chr. einen Feldzug gegen den viel schwächeren Armenierkönig, den er für den misslungenen Partherkrieg verantwortlich gemacht hatte. Es gelang dem Triumvirn rasch, Artavasdes gefangen zu nehmen und sich der armenischen Schätze zu bemächtigen.
Antonius schloss dann ein Bündnis mit einem einstigen Verbündeten des Phraates, Artavasdes von Medien (nicht mit dem gleichnamigen Armenierkönig zu verwechseln), um beim bevorstehenden Kampf gegen Octavian den Rücken gegen die Parther frei zu haben.
Im Herbst 34 v. Chr. musste der Armenierkönig und seine Familie in Fesseln am Triumphzug des Antonius – der aber eher als dionysische Prozession nach hellenistischem Usus zu bezeichnen ist – in Alexandria teilnehmen. Als der Zug zu der auf einem goldenen Thron inmitten zahlreicher Zuschauer sitzenden ägyptischen Königin kam, weigerte sich Artavasdes aber, ihr durch Proskynese zu huldigen. Trotzdem wurde sein Leben vorerst geschont.
Wenig später wurde im riesigen Gymnasion von Alexandria eine noch eindrucksvollere Veranstaltung abgehalten. Die in ägyptische Gewänder gekleidete, als Inkarnation der Isis auftretende Kleopatra und der als römischer Imperator erschienene Antonius saßen auf goldenen Thronen, von denen aus sie die Menge überblicken konnten. Ihre drei kleinen Kinder und Caesarion waren etwas unter ihnen ebenfalls auf Thronen positioniert. Bei diesen „Schenkungen von Alexandria“ wurden laut den antiken Quellen Kleopatra und Caesarion als direkte Herrscher von Ägypten, Zypern und wohl auch der Kyrenaika (die gemäß Cassius Dio angeblich Kleopatra Selene unterstellt wurde) bestätigt. Die ägyptische Königin erhielt zudem den Titel Königin der Könige, Caesarion den entsprechenden Titel König der Könige. Außerdem bekräftigte der Triumvir, dass Caesarion der leibliche Sohn Caesars sei. Sodann wurde Alexander Helios als König von Armenien, Medien und (dem noch zu erobernden) Parthien sowie Ptolemaios Philadelphos als König von Phönizien, Syrien westlich des Euphrat und Kilikien gekrönt. Damit befand sich Kleopatra auf dem Höhepunkt ihrer Macht.
Unumstritten ist, dass der Status quo der Verwaltung und damit der direkte Herrschaftsbereich Kleopatras trotz der „Schenkungen von Alexandria“ erhalten blieb, da die Klientelkönige und römischen Gouverneure in ihren Stellungen belassen wurden. Zur Glaubwürdigkeit der über die Gebietsverleihungen berichtenden Autoren gehen die Meinungen in der modernen Forschung weit auseinander. Während der Großteil den antiken Quellen folgt und Joachim Brambach sogar glaubt, dass eine Verwirklichung dieser „Schenkungen“ das Ende des oströmischen Reichs bedeutet hätte, geht Christoph Schäfer von einer Wiedergabe octavianischer Propaganda aus, welche die Zeremonie antoniusfeindlich verzerrt dargestellt habe. Da sich keine epigraphischen und Münzzeugnisse für eine Regierungsbeteiligung von Kleopatras Kindern in den ptolemäischen Außenbesitzungen oder gar auf römischem Territorium finden, glaubt Schäfer nicht, dass ihnen damals die erwähnten Gebiete übertragen wurden mit Ausnahme Armeniens, das nach Artavasdes’ Entmachtung tatsächlich als Herrschaftsbereich an Alexander Helios verliehen worden sein könnte. Octavian habe daraus eine „Verschleuderung“ römischer Provinzen und des ganzen Vorderen Orients an Kleopatras unmündige Kinder gemacht und außerdem den siegreichen Einzug Antonius’ in Alexandria absichtlich als Triumphzug fehlgedeutet – der traditionsgemäß in Rom hätte abgehalten werden müssen –, um die Meinung der Römer zuungunsten seines Gegners zu bearbeiten.
Wenn Antonius wirklich bestätigte, dass Caesarion der leibliche Sohn Caesars sei, um damit Octavian, der nur ein Adoptivsohn des Diktators war, zu treffen, wäre dies eine reine Attacke auf Octavian gewesen.
Günther Hölbl legt dar, mit dem Titel König der Könige sei an die Tradition der alten Pharaonen und Achämeniden angeknüpft und die Herrschaft Kleopatras und ihrer Kinder über die jüngst verliehenen Gebiete ausgedrückt worden; außerdem führte im religiösen Bereich der als Inbegriff des Königtums aufgefasste Gott Osiris die gleiche Bezeichnung. Christoph Schäfer nimmt an, dass der Titel Alexander Helios als armenischem König zur Propaganda gegenüber dem Partherkönig gegeben wurde, der sich ebenso König der Könige nannte. Deshalb musste die im Rang höher stehende Kleopatra zumindest auch als Königin der Könige bezeichnet werden.
Auf der Vorderseite einiger von Antonius’ Wandermünzstätte in Kleinasien 32 v. Chr. geprägter Silberdenare erscheint sein Kopf und der inschriftliche Hinweis auf seinen Sieg über Armenien (Antoni Armenia devicta), während auf der Rückseite die ägyptische Königin mit Diadem porträtiert ist und als Cleopatrae reginae regum filiorum regum („der Kleopatra, Königin der Könige und ihrer königlichen Söhne“) bezeichnet wird, eine deutliche Anspielung auf die Gebietsverleihungen von 34 v. Chr. Aus dieser Münzlegende geht hervor, dass Kleopatra einen höheren Rang als ihre Kinder einnahm. Ihr wurde als erster Nichtrömerin die Ehre zuteil, auf römischen Münzen mit Nennung des Namens abgebildet zu werden.
Antonius nahm als Triumvir weiterhin die höchste Stellung im Osten des römischen Reichs und in den verbündeten Klientelstaaten ein, und trotz ihrer aufgewerteten Stellung war auch Kleopatra weiterhin von ihm abhängig.

#### Mögliche Heirat mit Antonius, Kulturleben Alexandrias
Ob Antonius die ägyptische Königin damals oder zu einem anderen Zeitpunkt heiratete, ist in der Forschung noch nicht geklärt ebenso wie die Frage, ob eine solche eheliche Verbindung überhaupt stattfand. Es existieren dazu nur wenige vage und widersprüchliche Angaben antiker Autoren. Nach hellenistischer Tradition wäre Antonius eine vom römischen Recht nicht anerkannte Zweitehe eingegangen, da er seine Scheidung von Octavia erst 32 v. Chr. vollzog.
Seit ihrem Machtzuwachs verkörperte Kleopatra öffentlich ihre Rolle als Inkarnation der Göttin Isis noch stärker und bezeichnete sich daher als Neue Isis. Auch ihre Münzbilder tragen Attribute dieser Göttin. Vor der Entscheidungsschlacht bei Actium soll Octavian die Identifikation von Antonius mit Osiris-Dionysos und Kleopatra mit Isis-Selene in einer Ansprache gegeißelt haben, und mit Zügen dieser Götter wurden auch Statuen des Herrscherpaares ausgestattet.
Wenig bekannt ist über Kleopatras politische Berater in ihrer späteren Regierungszeit sowie über das kulturelle Leben an ihrem Hof. Ein Seleukos war eine Art Finanzverwalter, ihr Vertrauter Alexas aus Laodikeia soll bedeutenden Einfluss auf Antonius zugunsten seiner Herrin ausgeübt haben und ihr Leibarzt Olympos verfasste später einen Bericht über Kleopatras Suizid. Nach einer Aussage Octavians sollen auch ein Potheinos und ein Mardion einflussreiche Stellungen bekleidet haben. Auch zahlreiche adelige Römer müssen zumindest zeitweise am Hof der ägyptischen Königin gelebt haben und angesichts ihres Einflusses auf Antonius ihre Freundschaft gesucht haben. Belegt ist dies zumindest für Quintus Dellius und Lucius Munatius Plancus. Ein Philosoph namens Philostratos zählte zu ihren Höflingen, und sie soll sich selbst sehr für Philosophie interessiert haben. Ein weiterer Philosoph (und Historiker), Nikolaos von Damaskus, wurde als Erzieher von Kleopatras Kindern bestellt. Neben Olympos wirkten noch andere Ärzte an der berühmten Medizinschule Alexandrias. Den Athener Bildhauer Gaius Avianus Euander engagierte die ägyptische Königin als Berater auf dem Gebiet der bildenden Künste. Offenbar war das Alexandria Kleopatras also weiterhin ein bedeutendes Kulturzentrum.

#### Kleopatra in den Sibyllinischen Orakeln
Manche Forscher beziehen Anspielungen der Sibyllinischen Orakel (Oracula Sibyllina) auf eine mächtige, heilbringende Frau – manchmal als Witwe bezeichnet – auf Kleopatra. Bei den unvollständig erhaltenen 14 Orakelbüchern handelt es sich um eine Sammlung christlich überarbeiteter, aber auf heidnischen Vorlagen beruhender jüdischer prophetischer Literatur mit Weissagungen über das Weltende und den erwarteten Messias. Vielleicht widerspiegelte sich darin eine im griechischen Osten im 2. und 1. Jahrhundert v. Chr. umlaufende subversive Untergrundliteratur, die das durch einen Erlöser bewirkte Ende der römischen Herrschaft und eine Renaissance der hellenistischen Reiche verhieß. Laut einigen Orakelsprüchen werde eine mächtige Königin zur Zeit des Triumvirats Roms Macht brechen und Gerechtigkeit auf die Erde bringen. Vielleicht drücken sich darin mit dem Machtzuwachs Kleopatras durch die Schenkungen von Alexandria verknüpfte Hoffnungen der Menschen des Orients aus, die sich von Rom unterdrückt fühlten.

### Niedergang des Ptolemäerreiches

#### Propagandaschlacht und Vorbereitung zum finalen Krieg
Ab 33 v. Chr. begannen die Vorbereitungen zum Endkampf zwischen den beiden verbliebenen Triumvirn um die Alleinherrschaft im Römischen Reich mit einer Propagandaschlacht. Octavian warf Antonius „Verschleuderung“ römischer Provinzen und die Anerkennung Caesarions als Sohn Caesars vor, rückte aber zunehmend nicht seinen Triumvirats-„Kollegen“, sondern dessen Geliebte Kleopatra in den Fokus und appellierte dabei an die patriotisch-römischen Gefühle seiner Untertanen. In Rom kursierten Gerüchte über das dekadente Leben in Alexandria; so soll Kleopatra eine Wette gegen Antonius um eine besonders teure Mahlzeit durch Auflösen ihrer extrem großen Perle in scharfem Essig, den sie anschließend schlürfte, gewonnen haben. Antonius war mit seiner Gegenpropaganda in Rom viel weniger effizient.
Von Armenien wandte sich Antonius Ende 33 v. Chr. nach Ephesos, wo er mit Kleopatra den Winter verbrachte. Dorthin brachte sein Feldherr Publius Canidius Crassus 16 Legionen, und auch der Großteil der Flotte war hier stationiert. Die Königin finanzierte den geplanten Krieg hauptsächlich und trug mit 200 Schiffen zur Verproviantierung des Heeres bei. Octavians Propaganda behauptete, dass sie sich gegenüber den Römern hochmütig benommen und mit Festen die Rüstungen behindert habe.
Nach Attacken der neuen Konsuln, der Antoniusanhänger Gnaeus Domitius Ahenobarbus und Gaius Sosius (Anfang 32 v. Chr.), schüchterte Octavian durch eine Machtdemonstration seine Gegner so weit ein, dass beide Konsuln und ein Drittel der Senatoren zu Antonius nach Ephesos flohen. Doch ihr Versuch, Kleopatra heimzuschicken, um Octavian seine Propagandagrundlage zu entziehen, scheiterte. Zur nächsten Station von Antonius, Samos, kamen viele verbündete Fürsten mit Truppen, doch erreichte die Ptolemäerin, dass Herodes nicht am Krieg teilnahm, sondern stattdessen die Nabatäer bekämpfen sollte (April 32 v. Chr.). In Athen angekommen, sandte Antonius unter Kleopatras Einfluss seiner Gattin Octavia den Scheidebrief, schadete damit aber seinem Ansehen bei seinen römischen Anhängern (Mai 32 v. Chr.).
Als Lucius Munatius Plancus und Marcus Titius Mitte 32 v. Chr. zu Octavian überliefen, verrieten sie ihm den Aufbewahrungsort von Antonius’ Testament. Widerrechtlich beschaffte sich Octavian das Dokument bei den Vestalinnen und erregte in Rom großen Unwillen gegen Antonius, indem er insbesondere auf dessen (vielleicht gefälschte) Verfügung hinwies, dass, sollte Antonius’ Tod in Rom erfolgen, sein Leichnam zur Bestattung zu Kleopatra nach Alexandria zu überführen sei.
Dieses geschickte Manöver und Antonius’ Scheidung von Octavia hatte die Stimmung in Italien sehr gegen den Triumvirn ausschlagen lassen. Nun erreichte Octavian durch die Behauptung, Antonius sei Kleopatra willenlos verfallen, die eine Herrschaft in Italien selbst anstrebe, dass der Ptolemäerin der Krieg erklärt wurde. So erweckte Octavian den Eindruck, dass es sich nicht um einen neuen Bürgerkrieg, sondern um die Bekämpfung einer äußeren Bedrohung Italiens handle.

#### Krieg in Griechenland bis zur Schlacht von Actium
Antonius verfolgte eine Defensivstrategie und positionierte Ende 32 v. Chr. sein Hauptheer an der Westküste Griechenlands mit dem Golf von Ambrakia bei Actium als Hauptflottenstützpunkt. In Kyrene, Ägypten und Syrien blieben stärkere Verteidigungstruppen zurück. Doch gelang es Octavians genialem Admiral Marcus Vipsanius Agrippa, überraschend früh Methone und Kerkyra zu erobern und mit seinen Manövern Octavian die Landung mit dem Großteil der Armee etwas nördlich von Actium zu ermöglichen (Anfang 31 v. Chr.). Dort wurde Antonius’ Flotte eingeschlossen und sein Heer von der Proviantierung zur See, bald auch vom Landweg über die Peloponnes abgeschnitten. Ein monatelanger Blockadekrieg folgte, der bei Antonius’ Truppen zu zahlreichen Toten infolge von Hunger und durch das ungesunde Sumpfklima hervorgerufenen Krankheiten führte. Daher desertierten zahlreiche (auch hochrangige) Römer und Vasallenfürsten. Etliche fehlgeschlagene Ausbruchsversuche verschlechterten die Stimmung in Antonius’ Lager weiter.
Gegen Canidius’ Rat, über Land nach Makedonien abzuziehen, setzte sich Kleopatra im Kriegsrat mit dem Plan durch, mit der gesamten Flotte Agrippas Blockade zu sprengen und nach Ägypten zurückzusegeln. Canidius sollte mit seinem Heer über Land nach Osten abziehen. Doch der nun überlaufende Quintus Dellius verriet Octavian den Kriegsplan seines Gegners. Am 2. September 31 v. Chr. begann das Seegefecht (Schlacht bei Actium) mit einem Vorstoß von Antonius’ Großkampfschiffen, die aber auf offenem Meer von Octavians viel zahlreicheren kleinen Liburnen umschwärmt und vielfach fahruntauglich gemacht wurden. Am Nachmittag stießen Kleopatras 60 am Kampf unbeteiligte Schnellsegler durch eine Lücke und segelten davon, woraufhin Antonius folgte und an Bord von Kleopatras Flaggschiff ging. Der Großteil seiner Schiffe konnte sich aber nicht loseisen und musste kapitulieren oder wurde versenkt. Doch war der Durchbruch mit immerhin einem Drittel der Flotte und der Kriegskasse gelungen. Die Meinung der antiken Autoren, dass Kleopatra verräterisch geflohen sei, wird von der modernen Forschung zurückgewiesen; vielmehr hatte die Königin ihren Teil am Kriegsplan umgesetzt.

#### Letztes Jahr von Antonius und Kleopatra
Antonius wollte nach seiner Ankunft in Nordafrika vier in Kyrene stationierte Legionen übernehmen, wurde aber vom abtrünnigen Statthalter Lucius Pinarius Scarpus abgewiesen. Kleopatra segelte unterdessen nach Alexandria und ließ viele adlige, der Rebellion verdächtigte Ägypter hinrichten, deren Vermögen sie zur Finanzierung des weiteren Kriegs einzog. Sie ließ angeblich ihre Flotte nach dem Kanal von Suez ziehen, um nach Indien zu entfliehen, doch verbrannten die Nabatäer ihre Schiffe. Antonius kam deprimiert nach Ägypten und musste erfahren, dass sämtliche Klientelfürsten einschließlich Herodes die Fronten gewechselt und Canidius’ starkes Heer bald kapituliert hatte. An Verbrechern soll Kleopatra verschiedene Gifte ausprobiert und dabei den Kobrabiss als schmerzloseste Todesart entdeckt haben. Zur Sicherung der Nachfolge ließ sie Caesarion für mündig erklären.
Mitte 30 v. Chr. stieß Octavian über Kleinasien und Syrien nach Ägypten vor. Mehrere Bittgesandtschaften der Verliererpartei konnten ihn nicht zum Einlenken bewegen. Sein General Gaius Cornelius Gallus eroberte die westliche Grenzfestung Paraitonion, Octavian selbst den östlichen Grenzposten Pelusion sehr rasch, vielleicht durch Verrat des Kommandanten Seleukos. In der von Antonius geführten Entscheidungsschlacht vor Alexandria ergaben sich die ägyptische Flotte und Reiterei kampflos, sodann auch die Hauptstadt (1. August 30 v. Chr.). Zurückgekehrt erhielt der ehemalige Triumvir auf Befehl Kleopatras die falsche Nachricht von ihrem Selbstmord und stürzte sich in sein Schwert, starb aber nicht sogleich. Als er erfuhr, dass sie noch lebe und in ihrem Mausoleum warte, ließ er sich zu ihr bringen, wurde, da das Grabgebäude versperrt war, mit Seilen durch ein Fenster hineingehievt und starb in den Armen seiner Geliebten. Umstritten ist in der Forschung, ob Kleopatra ihren Geliebten absichtlich in den Tod trieb, um mit Octavian doch noch zu einem Einvernehmen zu kommen.

### Rätsel um Kleopatras Tod

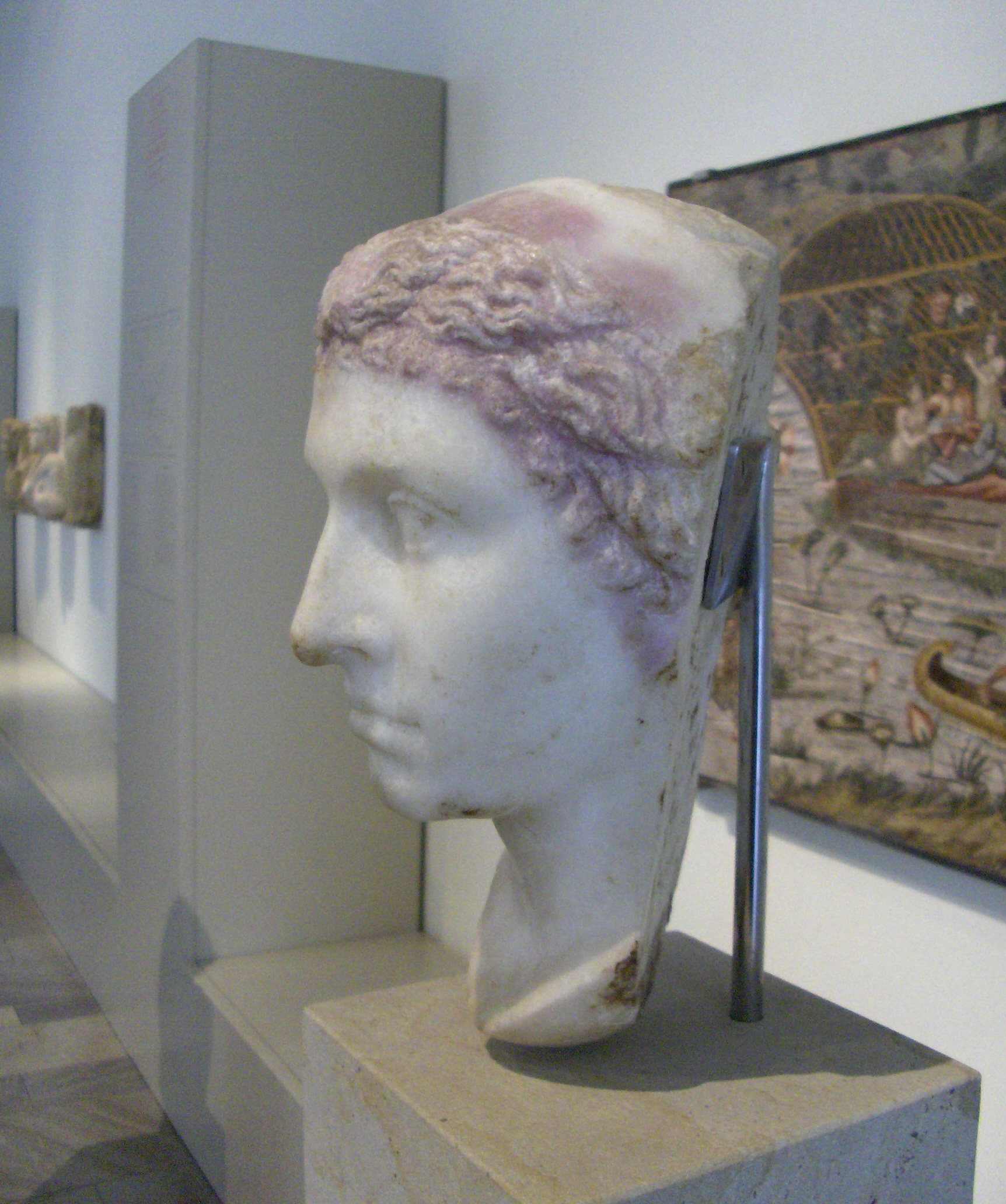
Berliner Einsatzbüste im Profil

Der letzte Verhandlungstrumpf Kleopatras waren ihre deshalb schon früher ins Mausoleum geschafften Schätze. Mit diesen drohte sie sich bei einer versuchten Festnahme zu verbrennen. Octavian wollte aber mit diesem Geld seine Soldaten bezahlen und angeblich die Königin im Triumph in Rom vorführen. Sein Gesandter Gaius Proculeius sollte daher Kleopatra lebend fangen, verhandelte zuerst ergebnislos an der verschlossenen Grabtür, kam aber mit Gaius Cornelius Gallus zurück und gelangte – während Gallus neue Gespräche mit Kleopatra führte – mit zwei Dienern über eine Leiter durch jenes Fenster, durch das Antonius ins Mausoleum gezogen worden war. So konnte Proculeius die Königin gefangen nehmen. Fortan wurde sie von Octavians Freigelassenem Epaphroditos bewacht. Doch hatte sie Caesarion mit seinem Lehrer Rhodon schon in die Ferne gesandt und damit vorläufig gerettet.
Plutarchs Bericht über Kleopatras zwölftägige römische Haft beruht wohl im Wesentlichen auf der Darstellung ihres Leibarztes Olympos und dürfte daher relativ zuverlässig sein. Daneben ist nur noch bei Cassius Dio ein ausführlicher Bericht zu diesem Thema erhalten.
Kleopatra durfte ein prächtiges Begräbnis für Antonius ausrichten und wurde anschließend im Palast recht schonend bewacht. Sie war eine gebrochene Frau, verwundete aus Trauer um Antonius ihre Brust durch Schläge und suchte sich durch Hungertod das Leben zu nehmen, vermutlich weil sie unbedingt ihre Zurschaustellung im Triumphzug des Siegers vermeiden wollte. Doch Octavian kam hinter ihre Absichten und hielt sie davon ab, indem er ihre Kinder bedrohte.
Auf Bitten Kleopatras kam Octavian zu einem Gespräch mit ihr in den Königspalast; es war ihre einzige Begegnung. Die Unterredung wird von Plutarch und Cassius Dio völlig verschieden dargestellt. Plutarch zufolge war Kleopatra kränklich sowie nervlich am Ende und empfing den künftigen Kaiser mit unordentlichen Haaren und im Unterkleid. Da ihr Rechtfertigungsversuch bei Octavian nicht ankam, verlegte sie sich aufs Jammern und geriet, als sie eine Liste ihrer Schätze präsentierte, mit ihrem Verwalter Seleukos in Streit, da er die Liste als unvollständig bezeichnete. Mit dieser Szene suchte sie Octavian vorzutäuschen, noch leben zu wollen und an materiellen Gütern zu hängen. Beim Abschied stellte er ihr ein glanzvolles Leben in Aussicht. Im Gegensatz zu dieser relativ objektiven Erzählung Plutarchs schildert der sehr unglaubwürdige Bericht Cassius Dios, dass Kleopatra versucht habe, Octavian, wie früher Caesar und Antonius, durch ihre Verführungskünste auf ihre Seite zu ziehen, doch soll er ihr aufgrund seiner Tugend widerstanden haben.
Nach dem Gespräch mit Octavian wusste Kleopatra wohl, dass, auch wenn sie sich zur Teilnahme am Triumphzug erniedrigen würde, keine Chance für eine Regierung ihrer Kinder bestand. Bald erfuhr sie heimlich vom jungen Adligen Cornelius Dolabella (vielleicht der Konsul von 10 n. Chr. oder von seinem Vater), dass Octavian beabsichtige, sie und ihre Kinder in drei Tagen aus Alexandria wegzuführen, offenbar um sie zum Triumph nach Rom mitzunehmen. Kleopatra wollte das einstige Schicksal ihrer Schwester Arsinoë nicht teilen und bat den Eroberer Ägyptens, ein letztes Mal das Grab von Antonius aufsuchen zu dürfen. Octavian stimmte dieser Bitte zu. Plutarch überliefert in tragischem Stil den angeblichen Wortlaut des letzten Gebetes der tief trauernden Kleopatra für ihren verstorbenen Geliebten.
Kleopatra starb wohl am 10. August 30 v. Chr. (nach dem damaligen römischen Kalender, also vermutlich am 12. August unseres heutigen Kalenders) unter ungeklärten Umständen. Octavian war zu diesem Zeitpunkt in Alexandria anwesend und hatte alle Möglichkeiten, die Berichte über die näheren Umstände zu beeinflussen, so wie er auch zuvor in Rom eifrig Propaganda gegen sie gemacht hatte. Die Berichte der antiken Chronisten stützten sich, zumindest indirekt, wohl auch auf seine Autobiografie, die naturgemäß nur seine Sichtweise der Ereignisse enthielt.

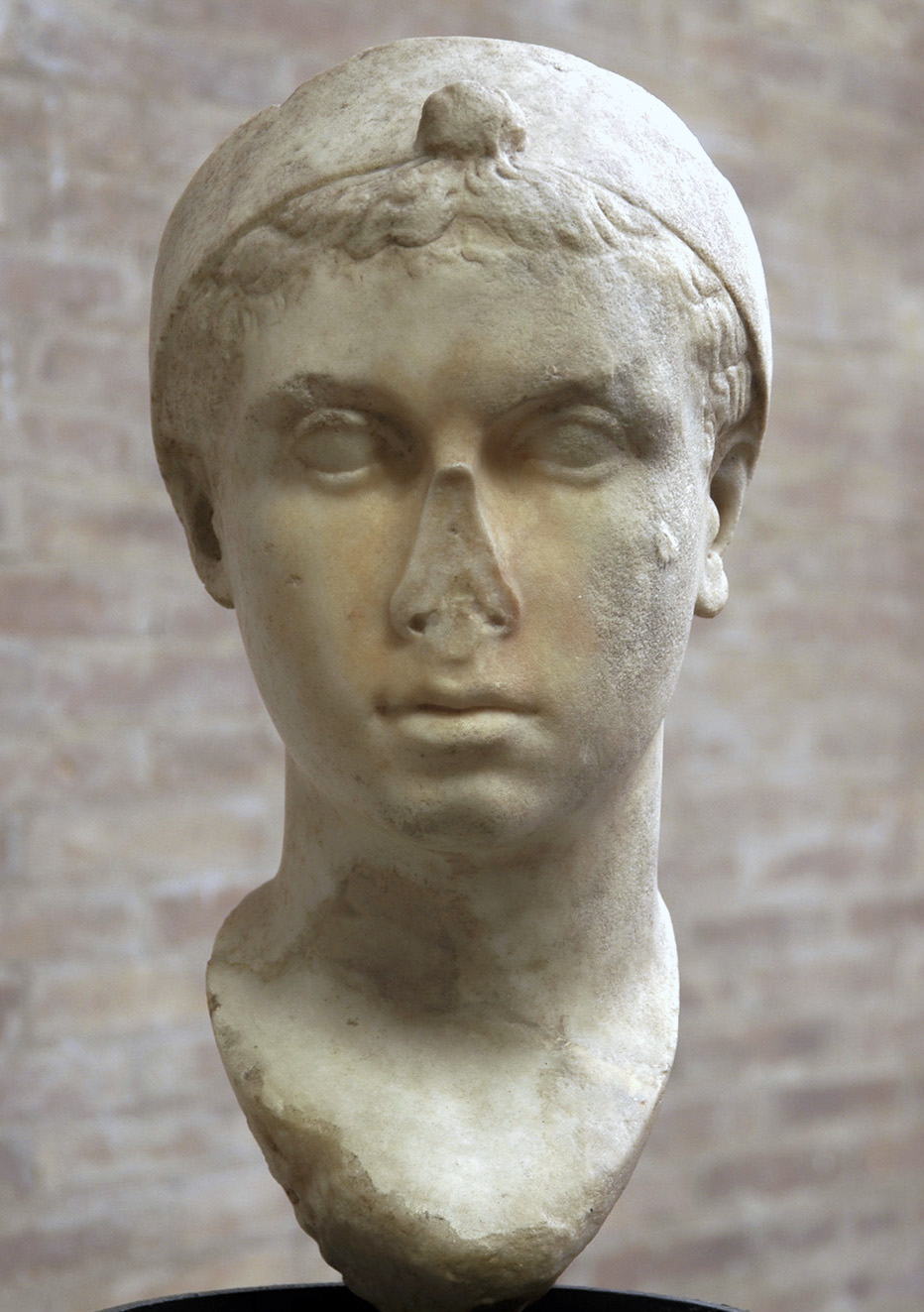
Einsatzbüste Kleopatras VII., Mitte des 1. Jahrhunderts v. Chr., Museo Gregoriano Profano, Vatikanische Museen (Inv. 179); Kleopatra mit Melonenfrisur und hellenistischem Königsdiadem, aus der Villa der Quintilier

Nach Plutarch und Cassius Dio soll die ägyptische Königin dem römischen Machthaber erfolgreich ihren angeblichen Lebenswillen vorgetäuscht und so eine weniger strenge Bewachung erreicht haben, die ihr die Ausführung ihres Selbstmordes ermöglichte. Sie nahm ein Bad und aß danach ein köstliches Mahl. Inzwischen brachte ein Bauer einen Korb, zeigte den Wachen, dass sein Inhalt nur aus Feigen bestand, und durfte ihn hineintragen. Nach dem Essen schickte Kleopatra einen dringenden Brief zu Octavian, schloss sich mit ihren vertrauten Zofen Eiras und Charmion ein und beging mit ihnen Selbstmord, nach einigen Berichten durch den Biss einer giftigen Schlange. Als Octavian in ihrem Brief den Wunsch las, sie neben Antonius zu bestatten, wusste er Bescheid und schickte schnell Boten, die aber Kleopatra schon tot in königlichem Gewand auf einem goldenen Bett liegend fanden, während ihre beiden Zofen im Sterben lagen. Auch Psylli genannte Schlangenbeschwörer, die ihr das Gift aussaugen sollten, konnten sie nicht mehr erwecken.
Die antiken Autoren betonen die Ungewissheit von Kleopatras Todesart. Plutarch zufolge könnte sie sich von einer im Feigenkorb des Bauern unter den Blättern versteckten Giftschlange beißen haben lassen, die aber in ihrem Sterbezimmer nicht mehr angetroffen wurde. Alternativ könnte sie mit einer giftigen Haarspange ihren Tod herbeigeführt haben. Cassius Dio erwähnt die Theorien, dass sie eine in einem Wasserkrug oder Blumenstrauß versteckte Giftschlange erhalten oder sich mit einer vergifteten Haarnadel in den Arm gestochen habe. Zwei winzige Einstiche seien an ihrem Arm entdeckt worden. Strabo erwähnt neben der Schlangengiftvariante eine vergiftete Salbe als mögliche Todesursache. Schließlich meint der berühmte antike Arzt Galen, dass die Königin Viperngift in eine sich selbst beigebrachte Wunde geträufelt habe.
Augustus zeigte bei seinem Triumphzug in Rom im Jahr 29 v. Chr. ein Bild Kleopatras, das sie mit zwei Schlangen darstellte. Damit erkannte er die in der Antike vorherrschende Version – Tod durch den Biss einer Schlange (aspis) – offiziell an. Der Terminus aspis bezieht sich auf die ägyptische Uräusschlange. Sie hatte symbolischen Charakter als Zeichen pharaonischer Herrschaft: Diese bedrohte die Feinde des Königs und stellte den Herrscher gleichzeitig unter den Schutz des Sonnengottes Re, dem sie ein heiliges Tier war. So trug die ägyptische Königskrone das Bild eines Doppeluräus. Der Biss einer solchen Schlange hätte nach ägyptischer Vorstellung nicht dem Erlangen von Unsterblichkeit gedient – denn die Ptolemäer galten schon zu Lebzeiten als Götter –, sondern er wäre für Kleopatra ein würdiger Tod gewesen.
Gegen einen Schlangenbiss spricht allerdings, dass kein solches Reptil in Kleopatras Gemach gefunden wurde und dass es schwierig ist, drei Menschen durch eine Schlange beißen zu lassen, sowie dass ein Kobrabiss durchaus nicht schmerzlos ist und erst nach Stunden oder Tagen zum Tod führen kann. Am wahrscheinlichsten erscheint, dass Kleopatra Gift einnahm oder es sich injizierte, dass aber ihre engsten Vertrauten, darunter wohl ihr Arzt Olympos, auf ihren Wunsch die Schlangenbissversion verbreiteten, weil diese von religiösen Ägyptern als würdevollster und Legenden Vorschub leistender Tod ihrer Königin gesehen würde.
Moderne Theorien zu Kleopatras Tod reichen bis zum Verdacht, dass sie heimlich auf Befehl Octavians ermordet wurde. Dazu wäre der römische Herrscher zweifellos fähig gewesen, da er auch Caesarion hinrichten ließ. Der Grund für einen Mord könnte darin gelegen haben, dass Octavian gar nicht wünschte, Kleopatra im Triumphzug aufzuführen, wie von den antiken Autoren behauptet wird. Die ägyptische Königin war physisch und psychisch gebrochen und hätte in diesem Zustand wie einst Arsinoë das Mitleid der römischen Massen wecken können. Dabei wäre auch die Glaubwürdigkeit von Octavians Propaganda erschüttert worden, die Kleopatra als größte Bedrohung Roms dargestellt hatte. Eine Hinrichtung der ägyptischen Königin nach dem Triumphzug hätte außerdem Octavians Ruf geschadet, aber eine lebende Kleopatra wäre ihm als unversöhnliche Gegnerin, durch die Drohung der Veröffentlichung ihrer Briefe von Caesar oder als Anreiz für Aufstände gegen die römische Herrschaft gefährlich gewesen. Die Annahme einer heimlichen Beseitigung Kleopatras durch Octavian gilt aber in der Forschung als wesentlich unwahrscheinlicher als die Theorie, dass der künftige Princeps zwar ihren Tod vor seinem Triumphzug wünschte, ihn aber nicht durch Mord erreichte, sondern indem er ihre Suizidsabsichten durch offenbar nachlässige Bewachung (zum Beispiel das Durchlassen des Bauern mit dem Feigenkorb) und die von Cornelius Dolabella überbrachte Botschaft absichtlich begünstigte und nur zum Schein öffentlich zuerst vorgab, sie im Triumphzug mitführen zu wollen, und sich dann über das Gelingen des Suizids ärgerte.
Cassius Dio liefert in seiner abschließenden Bemerkung über Kleopatra gleichsam ihr Epitaph:

„Sie gewann die beiden größten Römer ihrer Zeit für sich, und wegen des dritten nahm sie sich das Leben.“

### Weitere Entwicklung Ägyptens und der Ptolemäer

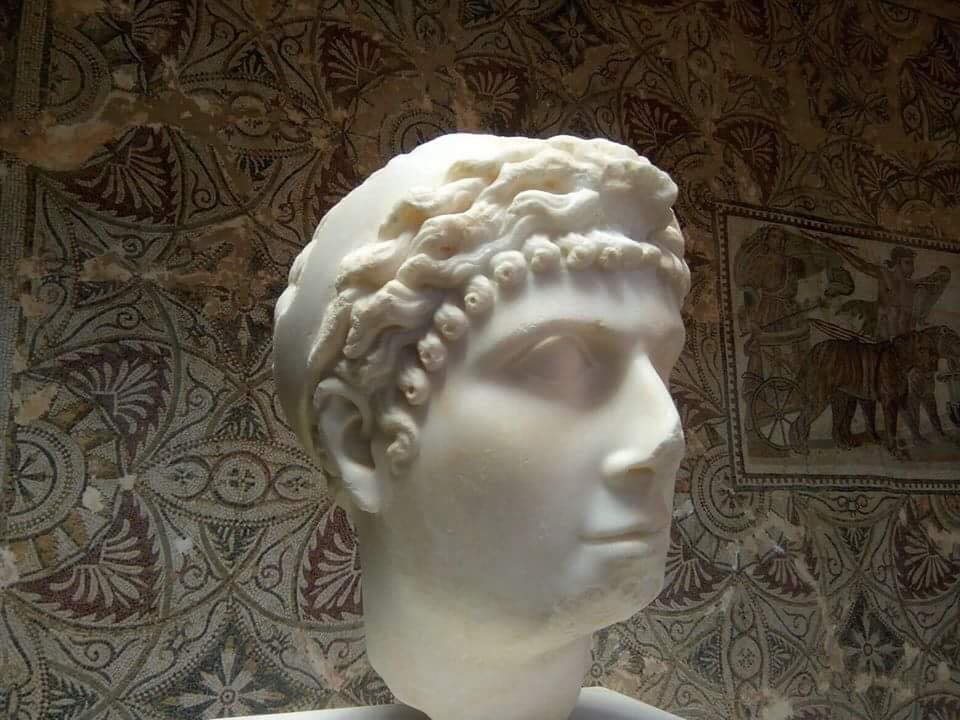
Ein römischer Kopf von entweder Kleopatra oder ihrer Tochter Kleopatra Selene II., Königin von Mauretanien, aus dem späten 1. Jahrhundert vor Christus, im Archäologischen Museum von Cherchell, Algerien

Octavian ließ die im Alter von 39 Jahren verstorbene Kleopatra, wie von ihr gewünscht, neben Antonius in ihrem erst jetzt vollendeten Mausoleum beisetzen, wo auch Iras und Charmion ihre letzte Ruhe fanden. Im April 2009 beanspruchte der einflussreiche, aber auch umstrittene ägyptische Archäologe Zahi Hawass, bei Alexandria das Grab entdeckt zu haben. Demnach könnten die Leichname im Tempel von Taposiris Magna versteckt worden sein, wo bereits 2008 mehrere auf Kleopatra verweisende Funde gemacht wurden. Gegen eine Zahlung von angeblich 2.000 Talenten durch ihren Anhänger Archibios ließ Octavian Kleopatras Statuen unversehrt. Sie soll auch große Schätze hinterlassen haben. Ihren Sohn Caesarion lockte Octavian zurück und ließ ihn noch im Jahr 30 v. Chr. hinrichten. Als leiblicher Sohn Caesars hätten künftige Oppositionelle ihn vielleicht als ein Werkzeug gegen den künftigen Kaiser benutzen können. Schon Antonius und Kleopatra hatten seine Abstammung propagandistisch ausgeschlachtet und eine mögliche Wiederholung dieser Situation suchte Octavian mit Caesarions Hinrichtung zu unterbinden. Das gleiche Schicksal ereilte Antyllus, den ältesten Sohn des Antonius. Kleopatras gemeinsame Kinder mit Antonius wurden nach Rom gebracht und von Antonius’ ehemaliger Frau Octavia, der Schwester Octavians, zusammen mit ihren eigenen Kindern aufgezogen. Kleopatra Selene wurde von Octavian 20 v. Chr. König Juba II. von Mauretanien zur Gattin gegeben; das fernere Schicksal ihrer beiden Brüder ist unbekannt.
Die 300-jährige Ptolemäerherrschaft war zu Ende und Octavian zog Ägypten als persönliche römische Provinz ein und ernannte den ihm ergebenen Ritter Gaius Cornelius Gallus zum Präfekten, da er wie einst Caesar dieses noch immer reiche Land keinem hochrangigen Senator anvertrauen wollte.

## Aussehen und bildliche Darstellungen

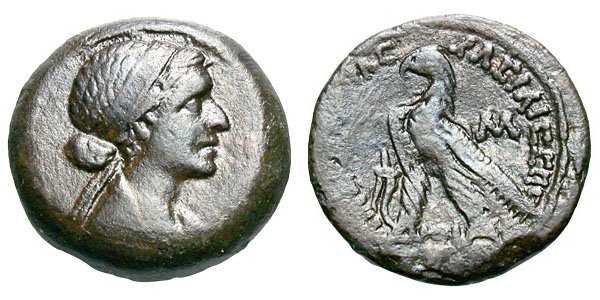
Kleopatra auf einer Kupfermünze „alexandrinischen“ Typs aus Alexandria

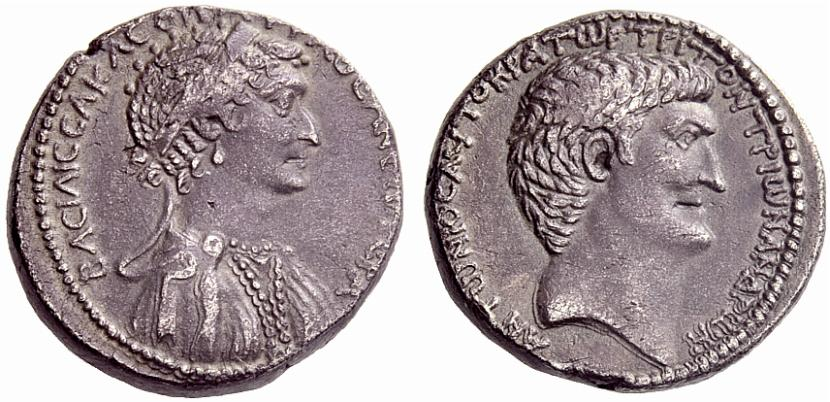
Kleopatra zusammen mit Antonius auf einer Silbermünze „syrisch-römischen“ Typs aus Antiochia am Orontes (?)

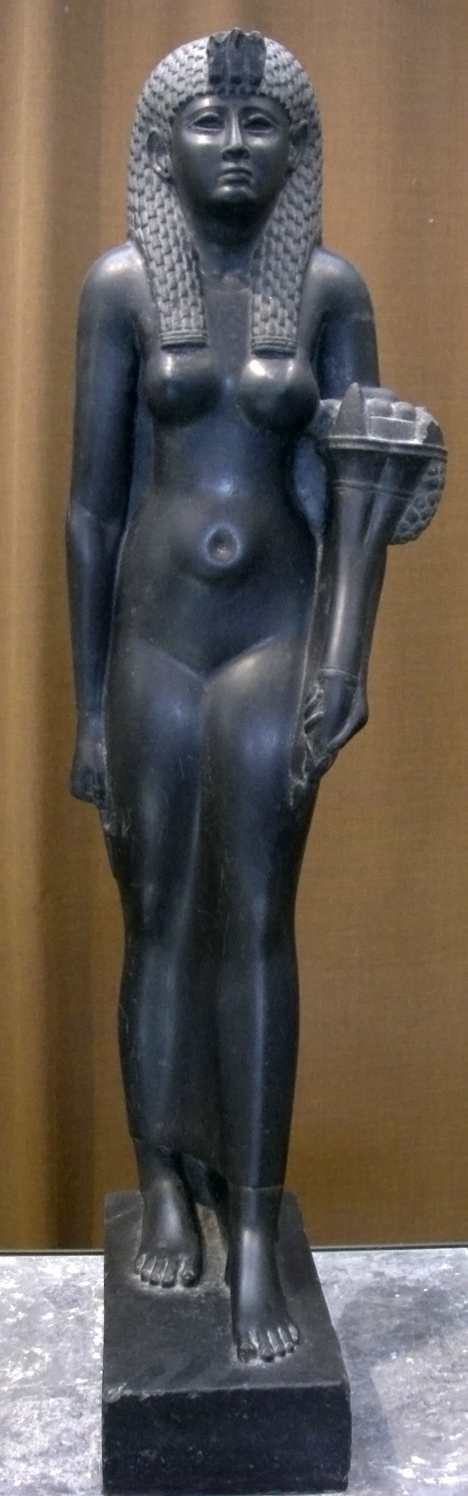
Statue im ägyptischen Stil, Kleopatra zugeordnet
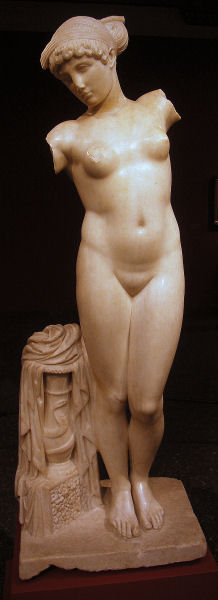
Venus vom Esquilin, Zuordnung ungesichert

Antike Autoren äußern sich nur vage zu Kleopatras Aussehen. Nach Cassius Dio sei sie so schön gewesen, dass sie den ärgsten Frauenfeind in ihre Netze ziehen konnte. Allerdings ist die betörende Schönheit Kleopatras ein spätes Motiv, das erstmals in Lukans Pharsalia in Erscheinung tritt. Zunächst war die Mutmaßung verbreiteter, sie verführe die Männer mithilfe von aphrodisierenden Drogen oder Zauberei, wie es beispielsweise Flavius Josephus darstellt. Plutarch bemüht sich um eine realitätsnähere Erklärung und stellt fest, dass ihre Schönheit nicht unvergleichlich gewesen sei, vielmehr habe sie durch gebildete, anziehende Konversation und feines Benehmen großen Eindruck auf Männer gemacht.
Auf ägyptischen Darstellungen, etwa auf Tempelreliefs, wird Kleopatra traditionell schematisch ohne individuelle Züge abgebildet. Nur Bildnisse hellenistischen Stils liefern daher Hinweise auf ihr Aussehen. Dafür kommen vor allem Münzen in Betracht. Es gibt zwei unterschiedliche, zeitweise parallel emittierte Porträttypen, die nach den Orten ihrer Prägung als „alexandrinische“ und „syrisch-römische“ Münzen bezeichnet werden.
Während Kleopatras gesamter Regierung (51 bis 30 v. Chr.) wurde der „alexandrinische“ Typ geprägt, nicht nur in Alexandria, sondern etwa auch in Askalon oder Damaskus. Die Königin wird jung, etwa 20 Jahre alt, abgebildet. In Profilansicht ist Kleopatra mit einem breiten königlichen Diadem im Haar dargestellt. Sie trägt eine Melonenfrisur mit großem Haarknoten sowie Ohrlocken und hat große Augen, einen vollen Mund über einem niedrigen runden Kinn. Die in einer leicht überhängenden Spitze endende Nase setzt sich mit scharfem Knick von der glatten Stirn ab. Die physiognomischen Details greifen als wiedererkennbare Zeichen die Münzbildnisse ihres Vaters Ptolemaios XII. auf, in deren Nachfolge sie sich präsentiert. Auf den Emissionen der Jahre 38 und 37 v. Chr. aus Askalon werden die Züge Kleopatras schärfer und ausgemagert gezeichnet.
Der „syrisch-römische“ Typ wurde erst ab 37 v. Chr. emittiert. Auf einer Münze dieses Stils ist etwa auf der Vorderseite Antonius, auf der Rückseite Kleopatra mit dem Beinamen Thea Neotera („Jüngere Göttin“) abgebildet. Bei diesem Porträttyp reicht die Profildarstellung der Ptolemäerin bis zum Brustansatz. Die Melonenfrisur mit Diadem und etwas kleinerem Haarknoten wird beibehalten; ebenso stechen wieder große Augen und das markante Kinn hervor. Die große gekrümmte Nase erscheint hier als Hakennase. Kleopatra hat strengere und maskulinere Gesichtszüge, und ihr Porträt ist an jenes des Antonius angeglichen. Beide Münztypen geben wohl trotz einer Idealisierung des Porträts eine ungefähre Vorstellung von Kleopatras wirklichem Aussehen.
Daneben werden Kleopatra bislang – ausgehend von den Münzbildnissen – zwei Marmorköpfe mit einiger Wahrscheinlichkeit zugeordnet:
- in den Vatikanischen Museen eine lebensgroße, marmorne Einsatzbüste, spätrepublikanisch, gefunden 1786 in der Villa Quintilii, an der Via Appia bei Rom;[130]
- in der Antikensammlung Berlin (ausgestellt im Alten Museum) eine unterlebensgroße, marmorne Einsatzbüste mit Goldspuren, möglicherweise zu einem Relief gehörig, spätrepublikanisch, gefunden vermutlich in Ariccia bei Rom, erst 1976 bekannt geworden;[131]

Bei der Berliner und der vatikanischen Einsatzbüste, die beide dem alexandrinischen Münztyp ähneln, trägt die Königin einen Stirnreif, das Zeichen ptolemäischer Pharaonenwürde. Beide Porträts stellen sie mit fülligem Gesicht, großen Augen, dicker Unterlippe und spitzem Kinn dar. Ihre Melonenfrisur hat einen Haarknoten und Ringellöckchen sind am Stirnansatz sichtbar. Während der Berliner Kopf eine lange Nase besitzt, ist diese bei der vatikanischen Einsatzbüste abgebrochen.
In der Eremitage in Sankt Petersburg existiert eine im ägyptischen Stil gehaltene Basaltstatue, die neuerdings Kleopatra zugeschrieben wird. Das Werk ist stilisiert und hat als einziges griechisches Element ein Füllhorn, das die Herrscherin hält.
Der Archäologe Bernard Andreae hat vorgeschlagen, auch in der Statue einer nackten Göttin, die 1874 auf dem Esquilin in Rom gefunden wurde, der „Venus vom Esquilin“, ein Bildnis Kleopatras zu sehen.

## Wirkung

### Beurteilung in antiken Quellen
Wie bei vielen antiken Personen existieren keinerlei Primärquellen mehr wie etwa Briefe Kleopatras, die eine Erhellung ihrer Persönlichkeit aus erster Hand erlauben würden. Mit Ausnahme der kurzen Erwähnungen im Alexandrinischen Krieg sind alle erhaltenen antiken Quellen Kleopatra gegenüber äußerst negativ eingestellt – nicht zuletzt infolge der Propaganda Octavians. Die wichtigsten Informationen zum Leben Kleopatras enthalten Plutarchs Biographien über Antonius und Caesar sowie die Bücher 42–51 der Römischen Geschichte des kaiserzeitlichen Historikers Cassius Dio. Plutarch setzt sein Leben des Antonius zu jenem des Demetrios I. Poliorketes in „Parallele“ und betrachtet diese beiden Feldherrn als negative moralische Beispiele, während er in den meisten anderen Parallelbiographien jeweils eines Römers und eines Griechen ihm ethisch vorbildlicher erscheinende Männer darstellt. Sein anschaulich geschriebenes Werk über Antonius, in dem er auch persönliche Quellen wie Berichte seines Großvaters und Urgroßvaters sowie für Kleopatras Tod den Bericht ihres Leibarztes Olympos verwendet, enthält viele im Kern wohl oft zuverlässige Anekdoten und schildert Kleopatra als große Verführerin. Cassius Dio, dessen Bericht über die späte Republik wohl letztlich auf den römischen Historiker Titus Livius zurückgeht, lässt es wie Plutarch oft an historischer Genauigkeit fehlen. Wie Antonius’ Biograph ist Cassius Dio ein Moralist, zeichnet ein sentimentales Melodrama von Kleopatras letzten Monaten und glaubt der Tradition, dass sie Antonius verriet. Besonders für militärische Details sind die Angaben des Kriegshistorikers Appian (Bürgerkriege, Bücher 2–5, bis 35 v. Chr. reichend) wichtig, der auch augustus-kritische Quellen wie Gaius Asinius Pollio verwendet zu haben scheint. Antonius’ Sturz führt er auf Kleopatras größere Intelligenz und Intriganz zurück. Der römische Biograph Sueton bringt in seinen Biographien über Caesar und Augustus weitere Angaben über Kleopatras Beziehungen zu diesen beiden Herrschern und gibt über ihr letztes Jahr Propaganda beider Parteien wieder.

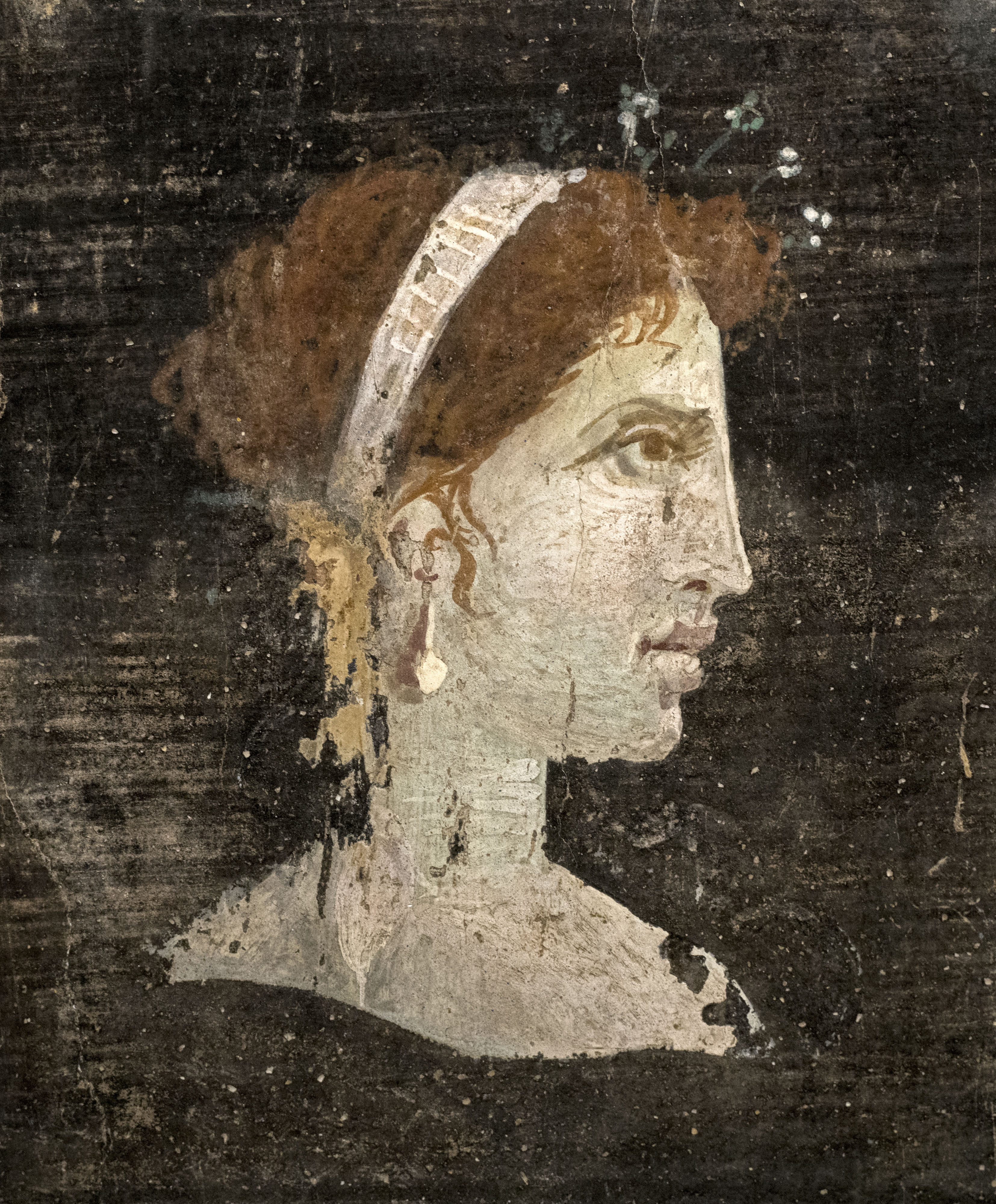
Höchstwahrscheinlich postum gemaltes Porträt von Kleopatra mit rotem Haar und ihren markanten Gesichtszügen, die ein königliches Diadem und perlenbesetzte Haarnadeln trägt, aus dem Herculaneum, 1. Jahrhundert n. Chr.

Caesar berichtet in seinen Aufzeichnungen (Ende des dritten Bandes der Bürgerkriege) ausführlich über seine militärischen Aktivitäten gegen die ägyptische Armee, schweigt sich aber über sein Verhältnis mit der Königin völlig aus. Gleiches gilt auch für die unter Caesars Namen überlieferte, aber nicht von ihm stammende Fortsetzung (Alexandrinischer Krieg). An zeitgenössischen Quellen sind sonst nur spezielle Details über Kleopatras Romaufenthalt in einigen Briefen Ciceros erhalten. Asinius Pollios umfangreiches Werk ist verloren, ebenso die ausführliche Darstellung des Livius in ihren über das erste Jahrhundert v. Chr. berichtenden Teilen; von diesen existieren nur sehr kurze Zusammenfassungen mit erkennbar kleopatrafeindlicher Tendenz. Auch von den umfassenden Werken des Erziehers von Kleopatras Kindern, Nikolaos von Damaskus, der später Vertrauter des Herodes und Augustus wurde, sind nur geringe Exzerpte erhalten, doch wurden viele seiner Angaben über das gespannte Verhältnis der ägyptischen Königin zu Herodes in den Jüdischen Altertümern des Flavius Josephus verwendet. Dieser jüdische Historiker stellt Kleopatra äußerst ungünstig dar.
Die römisch-patriotisch eingestellten augusteischen Dichter Vergil, Horaz und Properz verherrlichten in poetischen Darstellungen den Sieg Octavians in der Schlacht bei Actium, durch den sie die angebliche Bedrohung ihrer Heimat durch die ägyptische Königin abgewendet sahen. Die dichterisch eindrucksvollen Werke dieser Poeten sind aber historisch irreführend. Lucan, ein Zeitgenosse Neros, bringt im zehnten Buch seines Epos Pharsalia Informationen über Caesars Verhältnis mit Kleopatra in Alexandria. Gegen das Paar war er sehr feindlich eingestellt.
Zahlreiche Münzen geben Hinweise auf das Aussehen und die politischen Ziele Kleopatras. Auf die innenpolitische Lage zu Beginn ihrer Regierung werfen einige wenige Papyri Schlaglichter. Schließlich liefern Inschriften und Darstellungen in ägyptischen Heiligtümern weiteres Material für eine Biographie der ägyptischen Königin.

### Rezeption

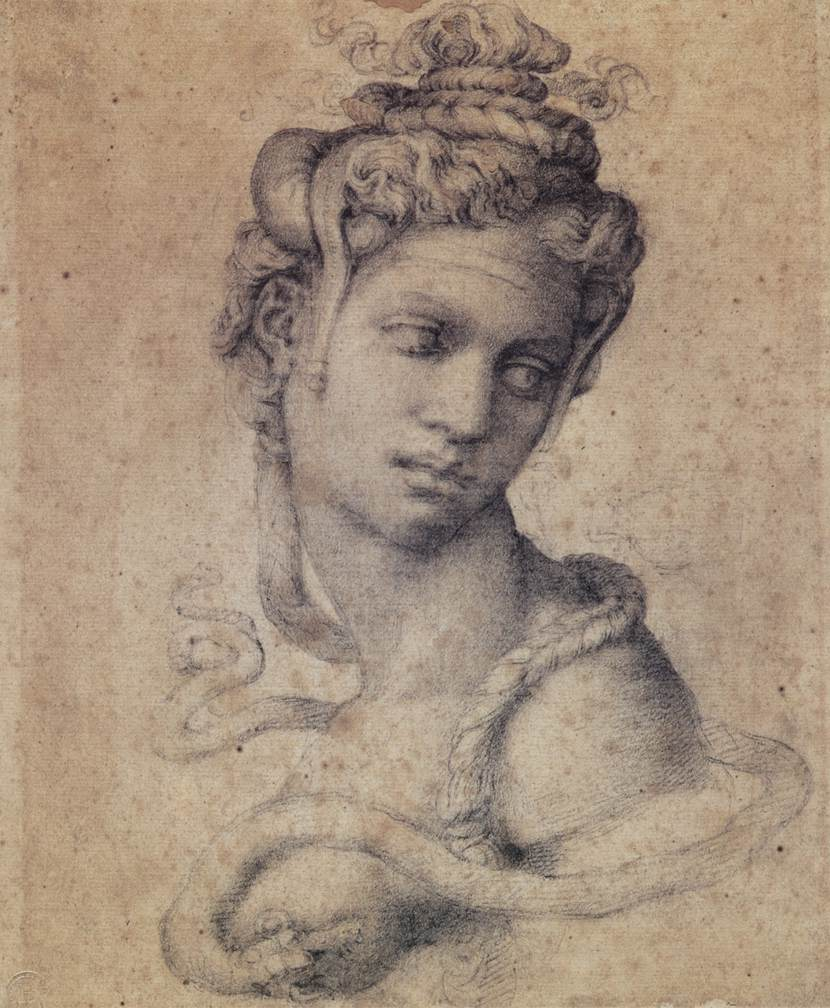
Cleopatra, Zeichnung von Michelangelo Buonarroti, (1533–34, Galleria degli Uffizi, Florenz)

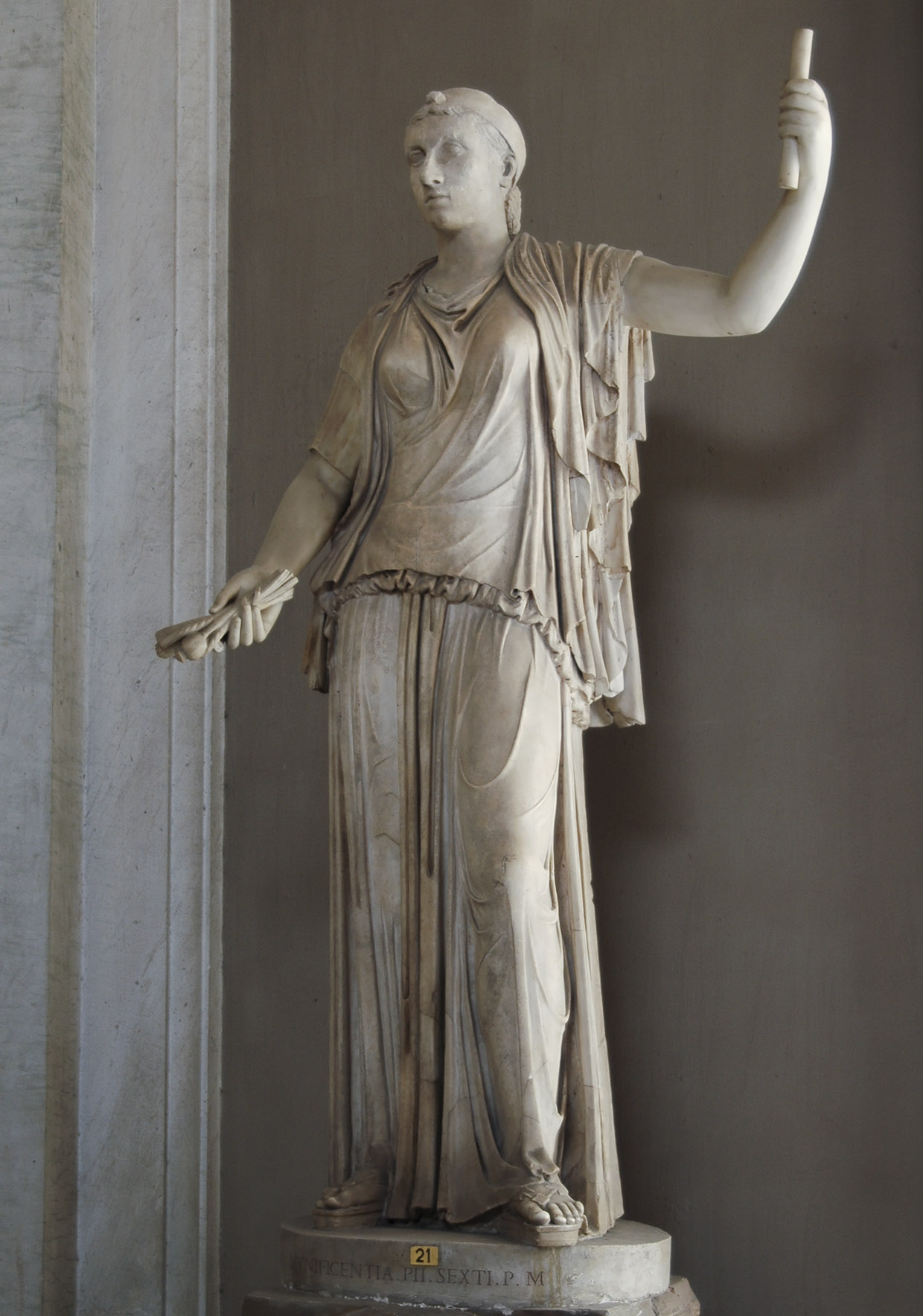
Römische Marmorstatue der Kleopatra mit Diadem und Melonenfrisur (ähnlich Münzporträts), gefunden entlang der Via Cassia nahe der Tomba di Nerone in Rom, jetzt im Museo Pio-Clementino

Nachdem Kleopatra als Herrscherin zusammen mit ihren Kindern und ihrem Partner Marcus Antonius in ihrem Einflussbereich eine umfassende herrschaftliche Selbstrepräsentation entfaltet hatte, spaltete sich nach ihrer Niederlage die Erinnerung an sie in einen positiven und einen negativen Strang: In der lateinischen Literatur der römischen Kaiserzeit dominiert eine negative Darstellung, die in hohem Maße durch die Propaganda des Augustus geprägt ist. In Ägypten hingegen wurde Kleopatra noch lange kultisch verehrt.
In zahlreichen arabischen Quellen des Mittelalters erscheint Kleopatra, wobei sie als Baumeisterin, Gelehrte und Ärztin hervortritt. Um ihre Person rankten sich auch märchenhafte Liebesgeschichten. Insgesamt ist ihr Bild eher positiv besetzt, was im Gegensatz zu der europäischen Kleopatra-Rezeption des Mittelalters steht. Diese setzte in Europa erst seit dem 14. Jahrhundert wieder ein, als ein verstärktes, bis heute nicht abreißendes Interesse an Kleopatra im Zuge der Wiederentdeckung der Antike erwachte.
Die literarische Kleopatra-Rezeption begann um 1360 mit Giovanni Boccaccios De claris mulieribus und erreichte 1606/07 ihren Höhepunkt in dem auf Plutarch beruhenden Drama Antony and Cleopatra von William Shakespeare. Weitere bedeutende Werke zu diesem Thema lieferten Pierre Corneille (La Mort de Pompée, 1643), Daniel Casper von Lohenstein (Cleopatra, 1661), John Dryden (All for love, 1678), George Bernard Shaw (Caesar and Cleopatra, 1899) und Thornton Wilder (Iden des März, 1948). The Lives of Cleopatra and Octavia (1757) der englischen Schriftstellerin Sarah Fielding fiktionalisierte eine Doppelbiographie: Kleopatra und Octavia sprechen aus dem Grab zum Leser, wobei bereits im 18. Jahrhundert der Gegensatz zwischen „femme fatale“ und unterwürfiger Ehefrau interessierte.
Etwa 80 seit dem 17. Jahrhundert entstandene Opern, des Weiteren Kantaten, Operetten und Bühnenstücke behandeln den Kleopatra-Stoff, so etwa Georg Friedrich Händels Giulio Cesare (1723/24).
Auch bedeutende Maler wie Giovanni Battista Tiepolo nahmen sich des Themas der ägyptischen Königin an. Häufiges Motiv ist der Suizid Kleopatras, wo sie bereits sehr früh (seit dem 15. Jahrhundert) spärlich bekleidet mit in ihre nackten Brüste beißenden Schlangen dargestellt wird. Auch ihr Treffen mit Antonius in Tarsos und ihr Bankett mit der Perlenauflösung wurden häufig gemalt, seltener dagegen Kleopatras Liaison mit Caesar.
Im Tafelservice berühmter Frauen von Vanessa Bell und Duncan Grant von 1934 ist ihr ein Teller gewidmet.

### Kleopatra in der Forschung
Ausgehend von den durch die augusteische Propaganda geprägten antiken Quellen herrschte in der Forschung des 18. und 19. Jahrhunderts eine überwiegend sehr negative und einseitige Beurteilung Kleopatras vor. 1864 versuchte Adolf Stahr in seiner Kleopatra-Biographie als Erster, der ägyptischen Königin eine gerechtere und positivere Betrachtung zuteilwerden zu lassen. An der Wende vom 19. zum 20. Jahrhundert verwies Johannes Kromayer auf die verzerrte Darstellung der antiken Historiker über Kleopatras angeblich verräterische Flucht nach der Schlacht bei Actium. Eine bahnbrechende Studie stellte die 1953 von Hans Volkmann verfasste Lebensbeschreibung der Ptolemäerin dar. Michael Grant nahm in seiner Schilderung Kleopatras an, dass Octavian den Erfolg bei Actium nur den Feldherrnkünsten Agrippas verdankte und dass es im Fall eines Sieges von Antonius zu einer gleichberechtigten Partnerschaft zwischen Griechen und Römern gekommen wäre, während Augustus den römischen Imperialismus stärkte. Ganz im Gegensatz zur Tendenz antiker Autoren suchten einige neuere Gelehrte sehr kleopatrafreundliche Biographien vorzulegen, so Manfred Clauss, der „ein Buch zugunsten der Kleopatra“ schreiben wollte. Derselben Tendenz folgt Christoph Schäfer, der auszuführen suchte, dass die politischen Handlungen der Ptolemäerin im Wesentlichen auf rationalen Erwägungen und weniger auf irrationalen Gefühlen beruht hätten.
Im 21. Jahrhundert haben sich vermehrt internationale Wissenschaftler der Frage nach Kleopatras Tod und der Suche nach ihrem Grab gewidmet.

## Dokumentarfilme
- Kleopatra – Macht und Eros. (= Frauen, die Geschichte machten. Folge 4). 44 Min. Regie: Christian Twente, Michael Löseke. Deutschland 2013 (Online in der ZDF Mediathek. Video verfügbar bis 30. November 2033).[150]
- Kleopatra – Das letzte Geheimnis. 42 Min. Frankreich 2017.[151]
- Kleopatra – Macht, Intrigen, Luxus. 50 Min. Regie: Lucie Ridout, Tom Brisley. USA 2020.[152]
- Kleopatra – Das geheime Grab. 4 Folgen. Regie: Anne-Fleur Delaistre, Julien Balestier. Frankreich 2023.[153]
- Kleopatra. (= Mythos – Die großen Rätsel der Geschichte. Staffel 5, Folge 2). 44 Min. Regie: Vivien Schwarzenberg. Deutschland 2023 (Online in der ZDF Mediathek. Video verfügbar bis 21. November 2026).[154]

### Allgemeine Darstellungen
- Günther Hölbl: Geschichte des Ptolemäerreiches. Wissenschaftliche Buchgesellschaft, Darmstadt 1994, ISBN 3-534-10422-6, S. 161–176, 194–197.
- Werner Huß: Ägypten in hellenistischer Zeit 332–30 v. Chr. Beck, München 2001, ISBN 3-406-47154-4, S. 703–757.

### Ausstellungskataloge
- Alexander Schubert (Hrsg.): Caesar & Kleopatra (= Katalog zur gleichnamigen Ausstellung im Historischen Museum Pfalz Speyer, 13. April bis 26. Oktober 2025). WBG Theiss im Verlag Herder, Freiburg 2025, ISBN 978-3-534-61069-3.
- Elisabeth Bronfen (Hrsg.): Kleopatra. Die ewige Diva (= Katalog zur gleichnamigen Ausstellung in der Bundeskunsthalle in Bonn, 28. Juni bis 6. Oktober 2013). Hirmer, München 2013, ISBN 978-3-7774-2088-2.
- Susan Walker, Peter Higgs (Hrsg.): Cleopatra of Egypt. From History to Myth. British Museum Press, London 2001, ISBN 0-7141-1938-5.
- Ortrud Westheider, Karsten Müller (Hrsg.): Kleopatra und die Caesaren (= Katalog zur gleichnamigen Ausstellung im Bucerius Kunst Forum in Hamburg, 28. Oktober 2006 bis 4. Februar 2007). Hirmer, München 2006, ISBN 978-3-7774-3245-8.

### Biografien
- Uwe Baumann: Kleopatra. Rowohlt, Reinbek 2003, ISBN 3-499-50509-6.
- Hermann Bengtson: Herrschergestalten des Hellenismus. C. H. Beck, München 1975, ISBN 3-406-00733-3, S. 251–278.
- Joachim Brambach: Kleopatra. Diederichs, München 1996, ISBN 3-424-01239-4.
- Manfred Clauss: Kleopatra. Original-Ausgabe, 2., durchgesehene Auflage. C. H. Beck, München 2000, ISBN 3-406-39009-9.
- Michael Grant: Kleopatra. Eine Biographie. Lübbe, Bergisch Gladbach 1998, ISBN 3-404-61416-X (deutsch zuerst 1977).
- Sabine Kubisch, Hilmar Klinkott: Kleopatra. Pharaonin – Göttin – Visionärin. Theiss, Stuttgart 2011, ISBN 978-3-8062-2377-4.
- Jack Lindsay: Kleopatra. Diederichs, Düsseldorf/Köln 1972, ISBN 3-424-00459-6.
- Duane Roller: Cleopatra. A Biography. Oxford University Press, Oxford 2010, ISBN 978-0-19-536553-5.
- Jürgen Schaefer, Katharina Schmitz [u. a.]: Kleopatra. Die letzte Pharaonin und ihre Welt (= GEO Epoche. Heft 130). Gruner + Jahr, Hamburg 2024, ISBN 978-3-652-01510-3.
- Christoph Schäfer: Kleopatra. Wissenschaftliche Buchgesellschaft, Darmstadt 2006, ISBN 3-534-15418-5 (Rezension).
- Stacy Schiff: Kleopatra. Ein Leben. Aus dem Amerikanischen von Helmut Ettinger und Karin Schuler. Bertelsmann, München 2013, ISBN 978-3-570-10105-6.
- Thomas Schneider: Lexikon der Pharaonen. Albatros, Düsseldorf 2002, ISBN 3-491-96053-3, S. 145–147.
- Wolfgang Schuller: Kleopatra. Königin in drei Kulturen. Rowohlt, Reinbek 2006, ISBN 978-3-498-06364-1. Als Taschenbuch 2012: ISBN 978-3-499-62981-5.
- Pat Southern: Kleopatra. Ein Lebensbild. Magnus, Essen 2003, ISBN 3-88400-013-6.
- Hans Volkmann: Kleopatra. Politik und Propaganda. Oldenbourg, München 1953.
- Maria Wyke: Meretrix regina. Augustan Cleopatras. In: Maria Wyke (Hrsg.): The Roman mistress. Ancient and modern representations. Oxford University Press, Oxford 2002, ISBN 0-19-815075-X.

### Spezielle Darstellungen
Abstammung
- Werner Huß: Die Herkunft der Kleopatra Philopator. In: Aegyptus. Nr. 70, 1990, S. 191–203.

Regierungszeit
- Simon Benne: Marcus Antonius und Kleopatra VII. Machtaufbau, herrscherliche Repräsentation und politische Konzeption (= Göttinger Forum für Altertumswissenschaft. Beiheft 6). Edition Ruprecht, Göttingen 2001, ISBN 3-89744-146-2.
- Heinz Heinen: Rom und Ägypten von 51 bis 47 v. Chr. Untersuchungen zur Regierungszeit der 7. Kleopatra und des 13. Ptolemäers. Dissertation Tübingen 1966.

Caesars Vaterschaft von Caesarion
- Heinz Heinen: Cäsar und Kaisarion. In: Historia. Band 18, 1969, S. 181–203.
- Jochen Oppermann: Unglückliche Thronfolger. Glück ist Schicksal und Zufall. Nünnerich-Asmus Verlag, Oppenheim am Rhein 2023, ISBN 978-3-96176-236-1, S. 18–29.

Archäologie
- Laura Foreman (Hrsg.): Kleopatras versunkener Palast – Suche nach einer Legende. Frederking & Thaler, München 2000, ISBN 3-89405-412-3.
- John D. Ray: Cleopatra in the temples of Upper Egypt. In: Susan Walker, Sally-Ann Ashton (Hrsg.): Cleopatra Reassessed. British Museum Occasional Paper. London 2003, S. 9–11.
- Daniela Rutica: Kleopatras vergessener Tempel. Das Geburtshaus von Kleopatra VII. in Hermonthis. Eine Rekonstruktion der Dekoration (= Göttinger Miszellen. Occasional Studies Band 1). Georg-August-Universität Göttingen, Seminar für Ägyptologie und Koptologie, Göttingen 2015, ISBN 978-3-9817438-0-7.

Kleopatra-Rezeption bei antiken Autoren
- Matthias Perkams: Kleopatra. In: Reallexikon für Antike und Christentum. Band 21, Hiersemann, Stuttgart 2006, ISBN 3-7772-0620-2, Spalten 60–64.
- Ilse Becher: Das Bild der Kleopatra in der griechischen und lateinischen Literatur. Akademie-Verlag, Berlin 1966.

Kleopatra-Portraits
- Christiane Vorster: Die römischen Porträts der Kleopatra. In: Bonner Jahrbücher. Band 213, 2013, S. 52–74 (Digitalisat).
- Guy Weill Goudchaux: Was Cleopatra Beautiful? The Conflicting Answers of Numismatics. In: Susan Walker, Peter Higgs (Hrsg.): Cleopatra of Egypt. From History to Myth. British Museum, London 2001, ISBN 0-7141-1938-5, S. 210–214.

Kleopatra-Rezeption in der Kunst-/Kulturgeschichte
- Jörg Marquardt: Kleopatra. In: Peter von Möllendorff, Annette Simonis, Linda Simonis (Hrsg.): Historische Gestalten der Antike. Rezeption in Literatur, Kunst und Musik (= Der Neue Pauly. Supplemente. Band 8). Metzler, Stuttgart/Weimar 2013, ISBN 978-3-476-02468-8, Sp. 551–576.
- Diana Wenzel: Kleopatra im Film. Eine Königin Ägyptens als Sinnbild für orientalische Kultur. Gardez, Remscheid 2005, ISBN 3-89796-121-0.

Für fiktionale Werke siehe unter Kleopatra-Rezeption/Literatur